# Germanisches Nationalmuseum
Das Germanische Nationalmuseum – Leibniz-Forschungsmuseum für Kulturgeschichte (GNM) in Nürnberg ist das größte kulturgeschichtliche Museum des deutschsprachigen Raums. Es beherbergt rund 1,3 Millionen Objekte, von denen 25.000 ausgestellt sind, von der Frühzeit bis zur unmittelbaren Gegenwart. Mit über 435.000 Besuchern pro Jahr zählt es zu den meistbesuchten Museen in Deutschland.
Das Museum ist eine Stiftung des öffentlichen Rechts und wird anteilig von der Bundesrepublik Deutschland, dem Freistaat Bayern und der Stadt Nürnberg getragen. Als Forschungseinrichtung ist es Mitglied der Leibniz-Gemeinschaft.
Seit 2023 besitzt das Germanische Nationalmuseum auch ein Exponat des internationalen UNESCO-Registers „Memory of the World“, und zwar den Behaim-Globus. Am 18. Mai 2023 beschloss der Exekutivrat der Weltkulturorganisation die Aufnahme des Globus von Martin Behaim in ihre Liste des Weltdokumentenerbes. Der Behaim-Globus gilt als älteste erhaltene Darstellung der Erde in Kugelform und gehört zu den Highlights im Germanischen Nationalmuseum in Nürnberg.

## Name, Gründungsgedanke und Leitbild

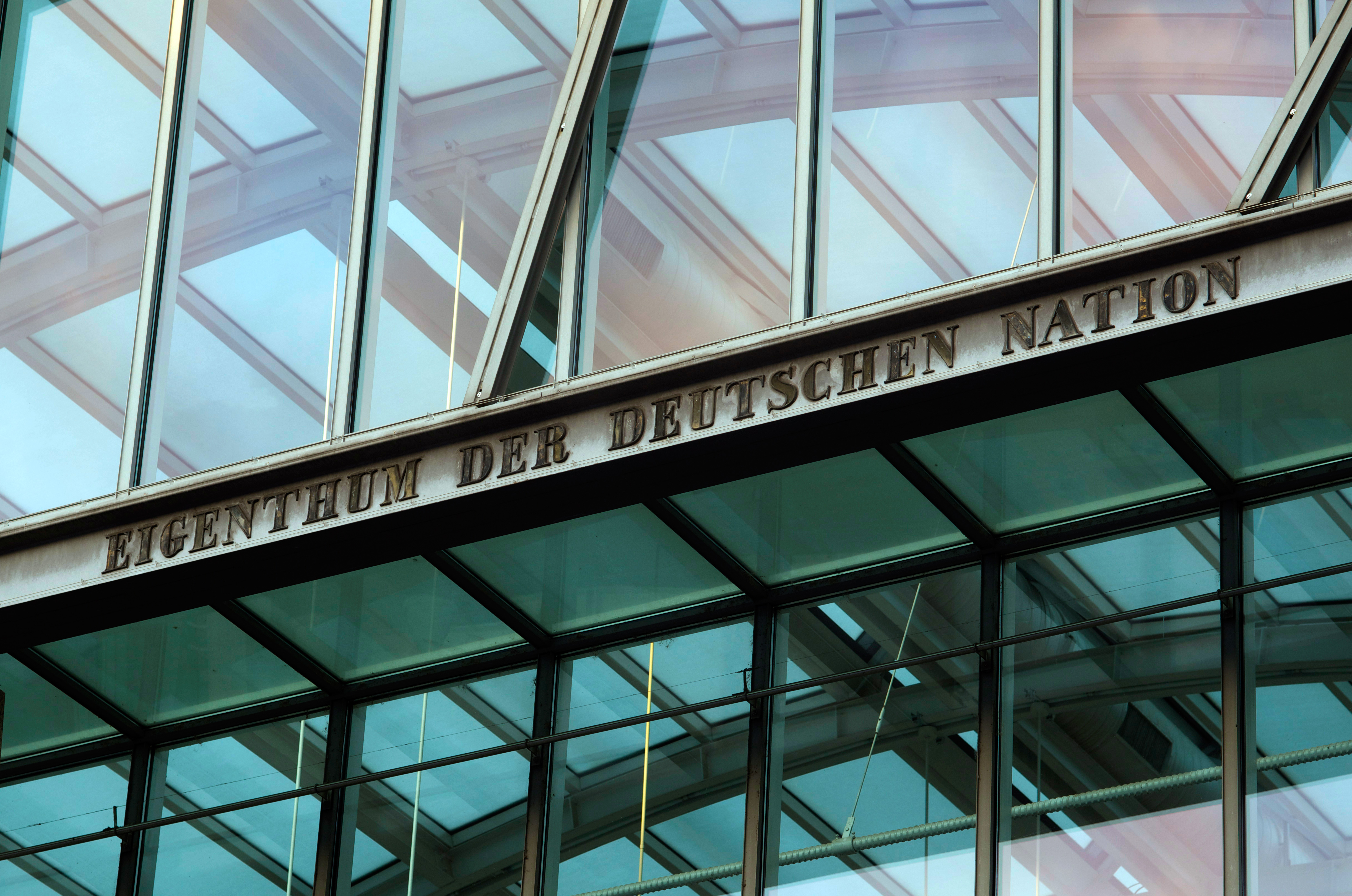
Der Schriftzug „Eigenthum der deutschen Nation“ über dem Haupteingang stammt aus der Gründungszeit des Museums nach 1852 und wurde von Hans von und zu Aufseß in Auftrag gegeben (2011)

Der Name Germanisches Nationalmuseum ist aus dem historischen Kontext der Gründung 1852 zu verstehen. 1846 fand in Frankfurt am Main ein Kongress deutscher Sprach- und Geschichtsforscher statt, an dem u. a. die Brüder Grimm, Leopold Ranke und Jacob Burckhardt teilnahmen. Sie nannten dort ihr Studienfach Germanistik und etablierten die erste Lautverschiebung als Ausgangspunkt für ihr Forschungsfeld. Der Name des Museums repräsentiert die Idee eines sprachlich-kulturell definierten Raumes, dessen enge kulturelle Beziehungen vor dem Hintergrund der komplexen politischen Geschichte und der gescheiterten politischen Einigung der deutschen Staaten im Jahr 1848 dokumentiert werden sollten.
Das Museum versteht sich als Forschungs- und Bildungseinrichtung, die durch Ausstellungen und Publikationen die Kulturgeschichte in fächerübergreifender Breite darstellt. Darüber hinaus betont es als dritten Punkt in seinem Leitbild den Respekt vor allen Kulturen und will die Zusammenhänge mit diesen für alle Menschen unabhängig von Alter, Herkunft, Bildung und Religion erfahrbar und erlebbar machen.

## Struktureller Aufbau des Museums

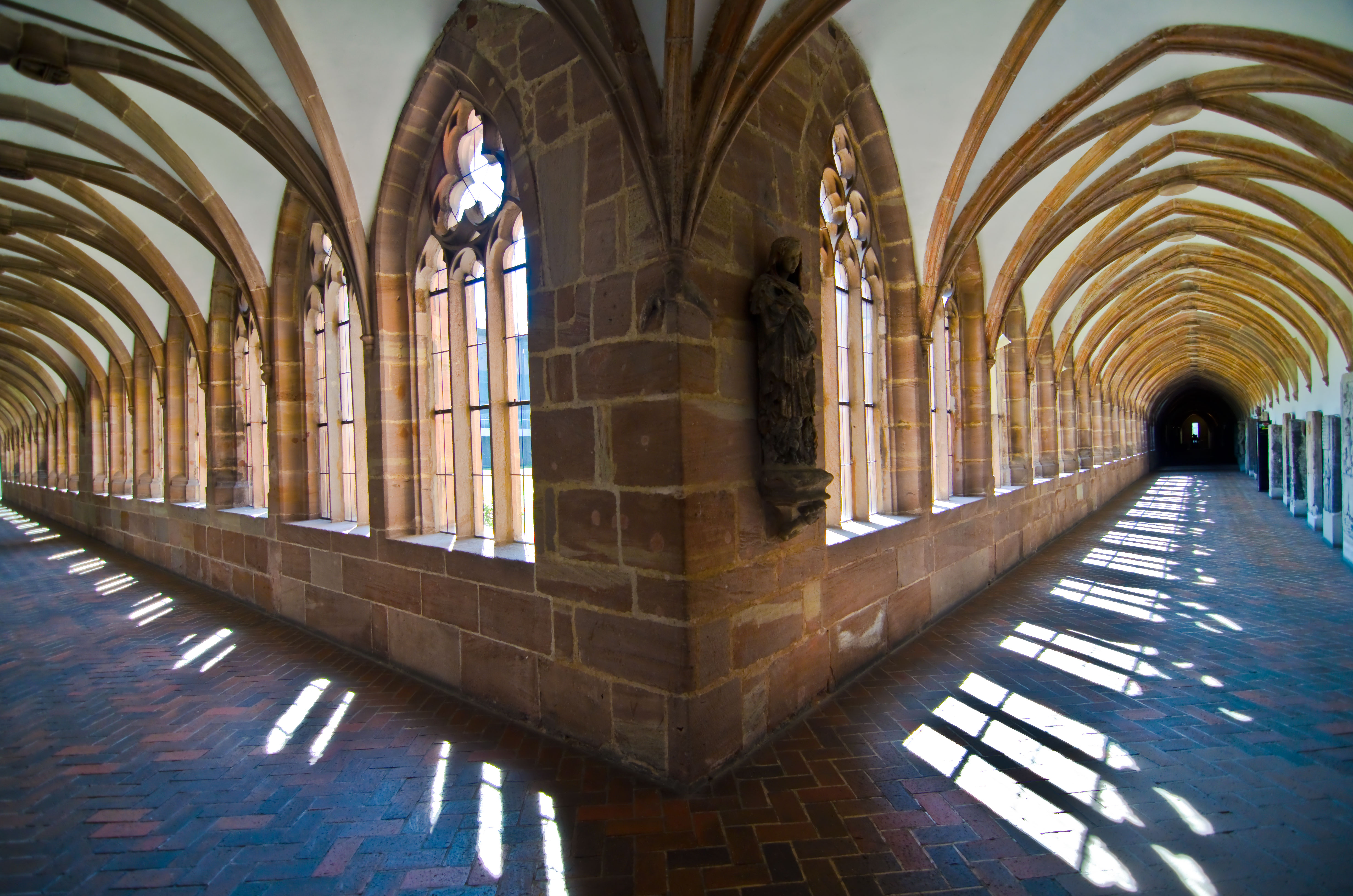
Großer Kreuzgang des ehemaligen Kartäuserklosters, der heute Teil des Museums ist (2011)

Das Museum ist eine Stiftung des öffentlichen Rechts, 1921 in der Neufassung der Satzung erstmals als „öffentlich-rechtliche Stiftung“ genannt.
Dem eigentlichen Museum sind das Historische Archiv, das Deutsche Kunstarchiv, eine Bibliothek, das Institut für Kunsttechnik und Konservierung und das Kunst- und Kulturpädagogische Zentrum der Museen in Nürnberg angegliedert.
Als Forschungseinrichtung hat das GNM den Auftrag, die Sammlungsgegenstände und deren geschichtliches Umfeld zu erforschen und in Publikationen und Ausstellungen zu zeigen. Darüber hinaus sind verschiedene drittmittelgeförderte Forschungsprojekte am Museum angesiedelt (z. B. Deutsche Tafelmalerei des Spätmittelalters).
Seit 1999 zeigt das Germanische Nationalmuseum Originale aus seiner Waffensammlung in der Kemenate der Nürnberger Kaiserburg, einer Außenstelle des Museums.

## Geschichte des Museums

### Baugeschichte

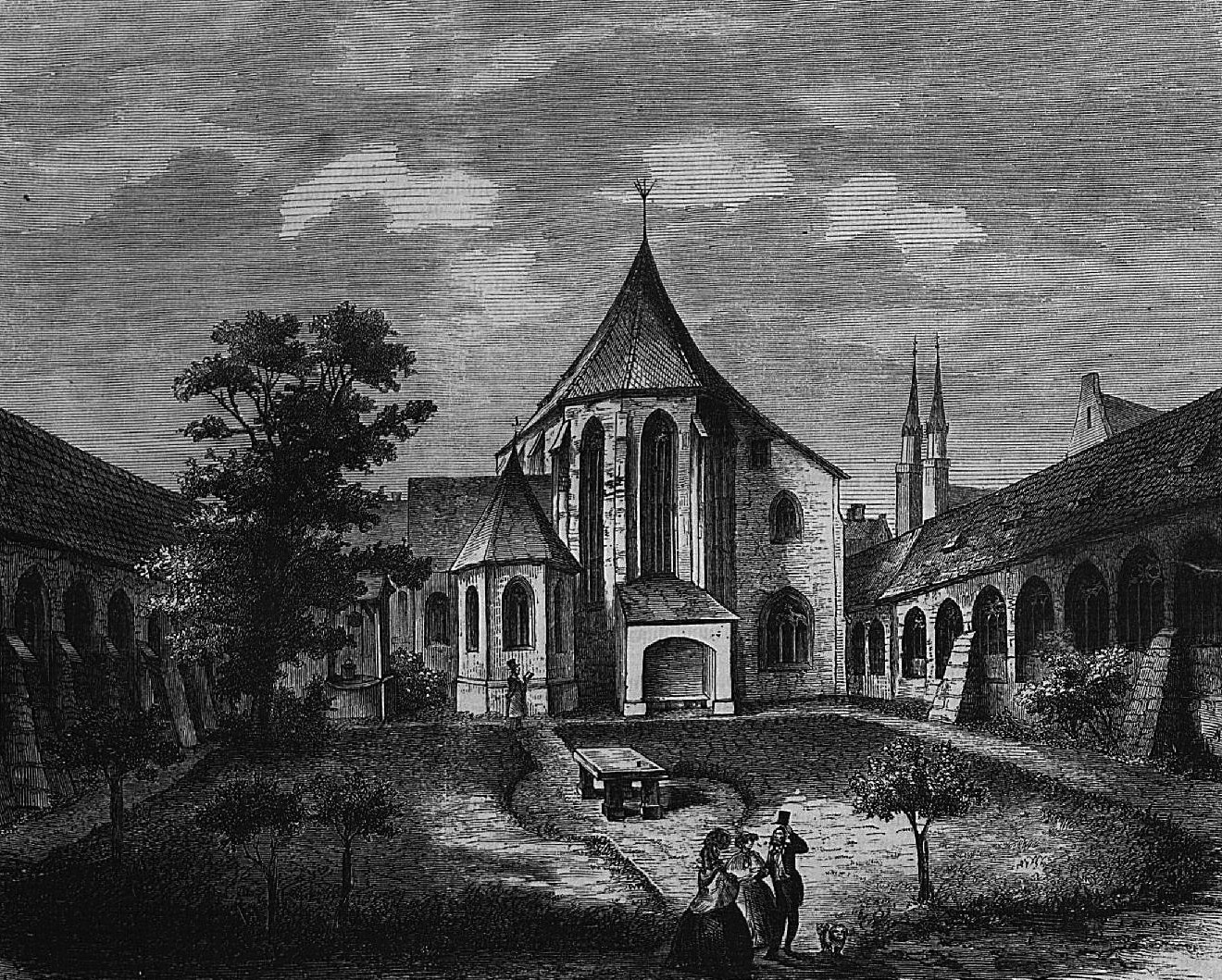
Innenhof des Kartäuserklosters Nürnberg bei der Gründung des Museums 1852

Das Museum mit seinen Gebäuden aus den verschiedenen Epochen ist ein Baudenkmal. Den Kern bildet das spätmittelalterliche Kartäuserkloster. Das zwischenzeitlich profan genutzte Kloster konnte ab 1857 in die Museumsplanungen einbezogen werden. Um- und Erweiterungsbauten aus der Entstehungszeit des Museums, der zweiten Hälfte des 19. Jahrhunderts, sind kaum noch vorhanden. Die nächste erhaltene Zeitschicht bilden die im ersten Viertel des 20. Jahrhunderts hinzugebauten speziellen Museumsgebäude (Alter Eingang, Lapidarium und Galeriebau). Nach dem Zweiten Weltkrieg schuf Sep Ruf Zusatzbauten; dabei wurde historische Substanz zu erheblichen Teilen überformt und nur einige Bauten wurden restaurierend wiederaufgebaut. 
Der großzügige Erweiterungsbau nach Entwürfen von Jan Störmer mit „me di um Architekten“ stammt aus den Jahren 1983 und 1988 bis 1996. Dieser so genannte Kartäuserbau mit dem Museumsforum kostete 140 Millionen DM.
Das 1910 erbaute Haus der ehemaligen Kinderbewahranstalt der Kirchengemeinde von St. Lorenz wurde 1999 erworben und bis 2002 restauriert, um die Spielzeugsammlung aufzunehmen. Das Gebäude liegt westlich des Südwestbaus und ist weiterhin baulich eigenständig.

### Von der Gründung bis 1945

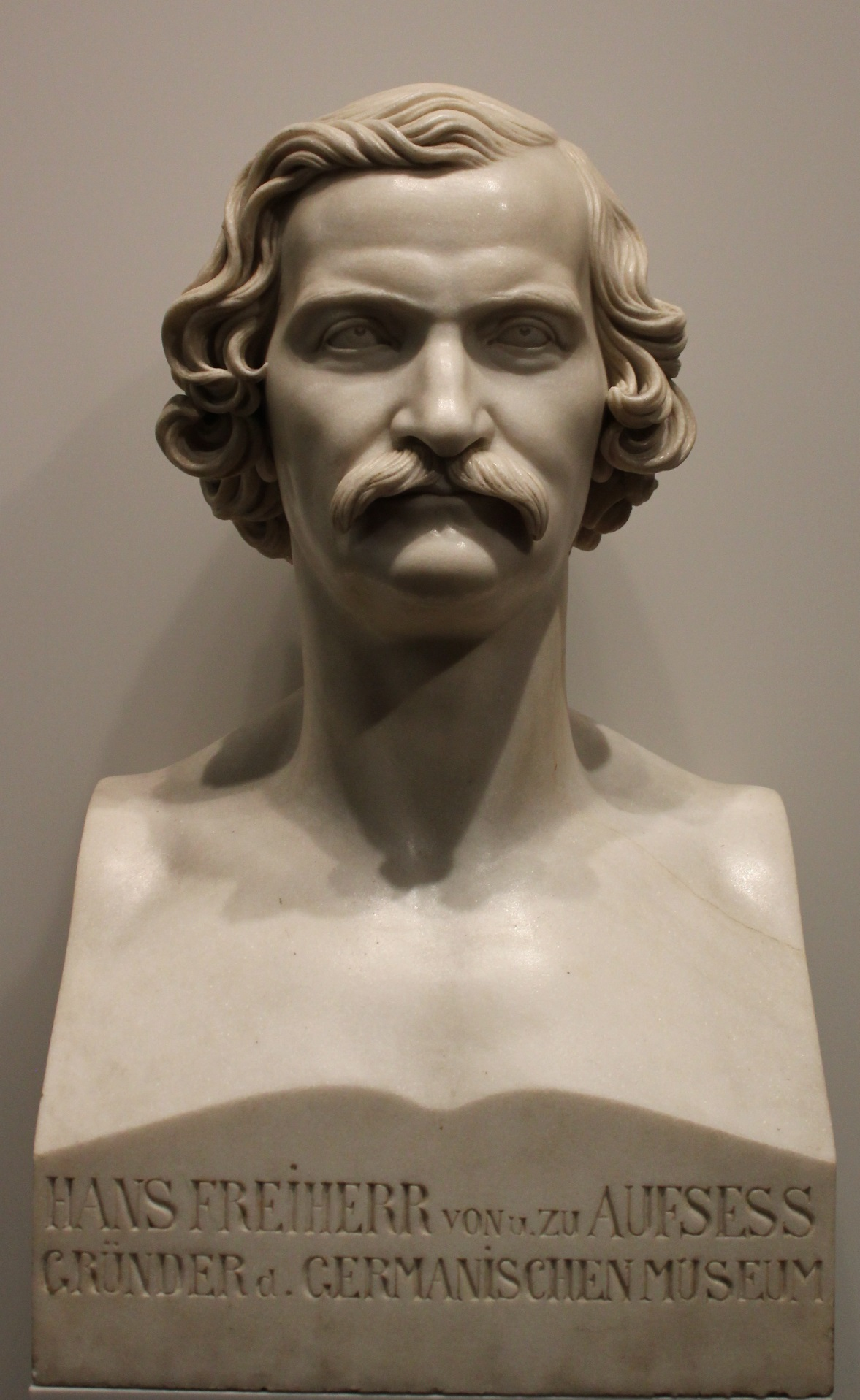
Porträtbüste des Hans von und zu Aufseß

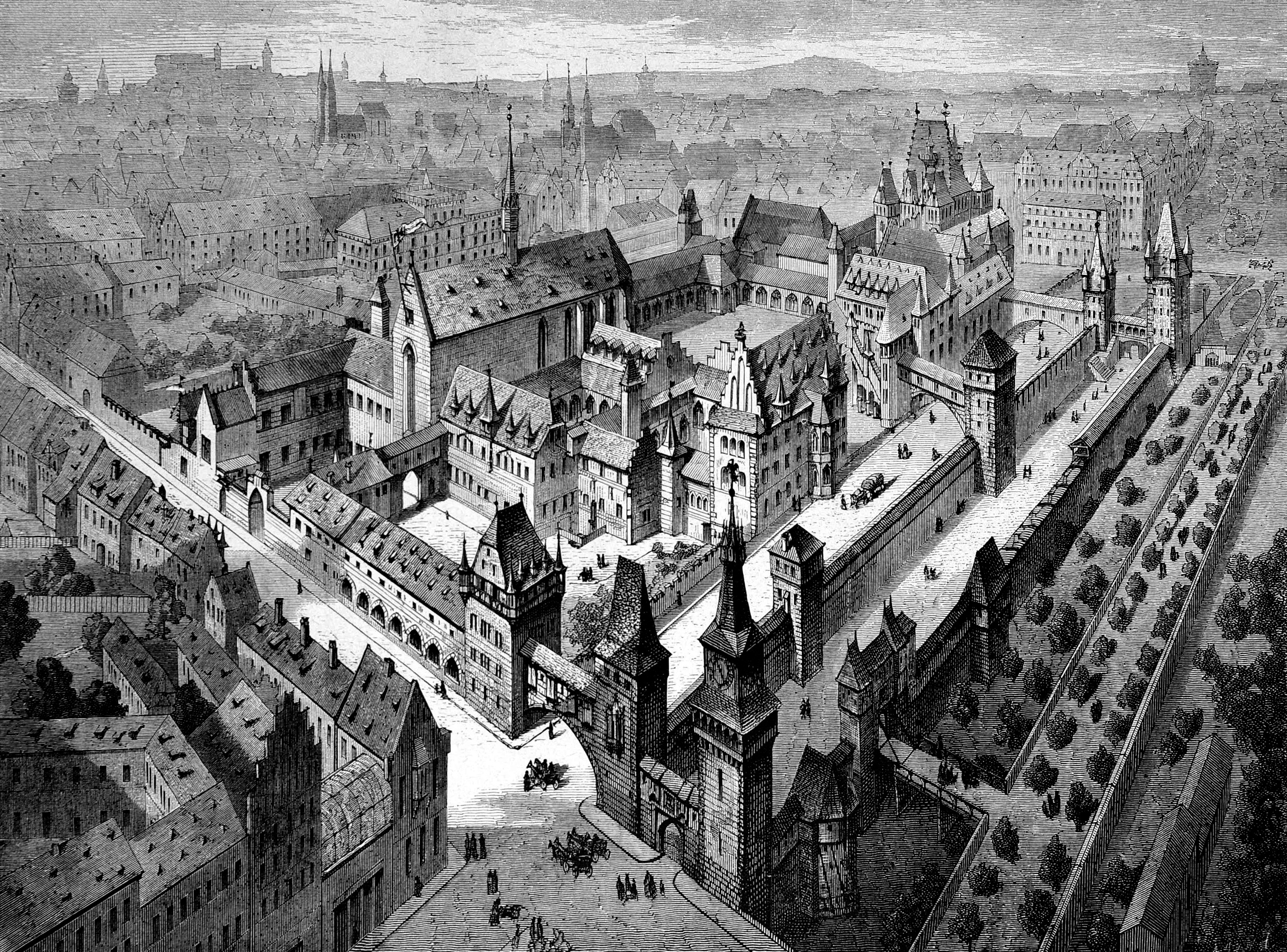
Prospekt des Germanischen Nationalmuseums im Jahr 1884

Nach langjährigen Vorarbeiten begründete Freiherr Hans von und zu Aufseß im Jahre 1852 das Museum als „Generalrepertorium“, nachdem auf der „Versammlung deutscher Geschichts- und Alterthumsforscher“ am 16. bis 19. August 1852 in Dresden die Gründung eines „Germanischen Museums“ in Nürnberg beschlossen worden war. In dieser Bezeichnung kommt zum Ausdruck, dass Aufseß in erster Linie ein umfassendes, über den eigenen Bestand hinausgehendes Verzeichnis relevanter Objekte erstellen wollte; mithin hielt er das Sammeln von Originalen für nur nachgeordnet wichtig. Diese Gründung genehmigte der bayerische König nur wenig später als Stiftung. Ab 1852 nutzte das Museum den Tiergärtnertorturm als Depot seiner ersten Ausstellungsstücke.
Bereits 1853 wurde die Literarisch-artistische Anstalt des germanischen Museums etabliert, dies ist der Vorläufer des hauseigenen Verlages.

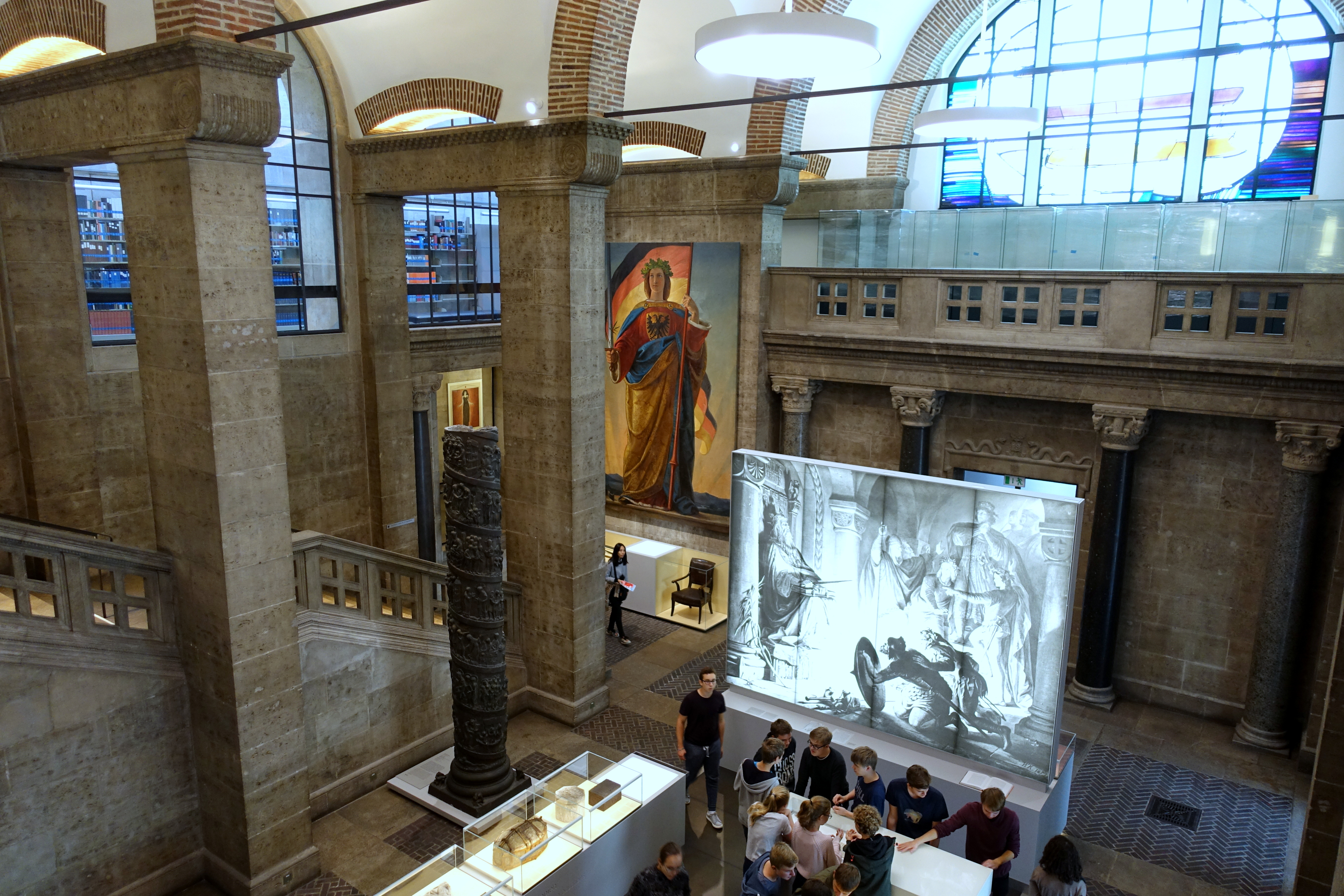
Früherer Eingangsbereich, der heute Aufseß gewidmet ist; in der Mitte des Bildes sieht man die Germania aus der Paulskirche (2017)

Am 20. April 1857 überließen das Königreich Bayern und die Stadt Nürnberg das ehemalige Kartäuserkloster als Standort. Dabei übernahm der bayerische König mit einer Spende von 5000 Gulden ein Drittel
der Kosten, die an Bayern abzuführen waren; die städtischen Teile waren kostenfrei übereignet worden. Die Restschuld erließ Bayern 1861. 1862 trat Aufseß freiwillig von der Leitung des Museums zurück. Die Leitung übernahm Andreas Ludwig Jacob Michelsen, der die Sammlung schriftlicher Quellen in den Vordergrund rückte. 1866 wurde der Bauhistoriker und Architekt August Essenwein Museumsleiter, der besonderen Wert auf die Anschaffung neuer Objekte und auf eine Neuordnung und Dokumentation der Sammlung legte. Damit war der Schritt hin zu einem kulturhistorischen Museum getan. Essenwein gab 1891 die Leitung auf und Nachfolger wurde Gustav von Bezold (1894–1920); in dieser Zeit wurde das Museum räumlich zunächst bis zum 50-jährigen Jubiläum 1902 und dann ab 1908/1913 bis 1920 durch den sogenannten Galeriebau von German Bestelmeyer stark erweitert.
Kläglicher Weise versuchte man 1912 eine Abteilung für den Umgang mit materiellen Objekten deutsch-jüdischer Kultur im Museum zu integrieren. Die Frage, die sich Max Freudenthal, Jakob Seifensieder und Markus Brann kontrovers stellten, lautete: Ob diese Artefakte deutsch-jüdischen Zusammenlebens nicht ganz selbstverständlich in Museen für »deutsche Geschichte« gehörten? Trotz des Aufrufs, am 24. Januar 1913, in der Allgemeinen Zeitung des Judentums endeten die Bemühungen mit Kriegsbeginn 1914.
Ernst Heinrich Zimmermann (1920–1936) betrieb den systematischen Ausbau der Gemäldesammlung (Barockgalerie) und der Skulpturenabteilung, dabei finanzierte er Neuerwerbungen oft durch Verkäufe aus dem eigenen Bestand.
Heinrich Kohlhaußen (1937–1945) forcierte die Umwandlung von einem gattungs- und materialbestimmten Ordnungsprinzip in eine gemischte Ordnung, welche querschnittartige kulturgeschichtliche Zusammenhänge bot.
In der Zeit des Nationalsozialismus ließ sich die Leitung nicht zum Identifikationspunkt der Ideologie machen, es kam beispielsweise zu keinem Besuch von Adolf Hitler. Jedoch kam man zumindest teilweise den Forderungen oder Wünschen der NSDAP nach: Die Bücher des Verlags wurden in Inhalt und Form den Vorstellungen der Nationalsozialisten angepasst und Grußadressen an die neuen Machthaber sind zu verzeichnen. Nach dem Überfall auf Polen 1939 stützte man das System durch die Ausstellung Deutschtum am Weichselbogen. Seit 1941 wurden die gesamten Bestände auf 18 Orte außerhalb des Geländes ausgelagert. Der Museumsbetrieb wurde dadurch immer mehr eingeschränkt und es kam nur noch ein Bruchteil der Besucher. Bei den Luftangriffen 1943–1945 wurden die Gebäude schwer beschädigt. Die nicht ausgelagerten Gipsabgüsse und die eingebauten Zimmer aus den verschiedenen Epochen wurden dabei großenteils zerstört.

### Seit 1945

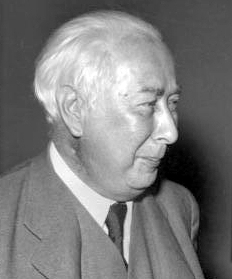
Bundespräsident Theodor Heuss förderte als erster Vorsitzender des Verwaltungsrats von 1948 bis 1963 engagiert den Wiederaufbau des Museums

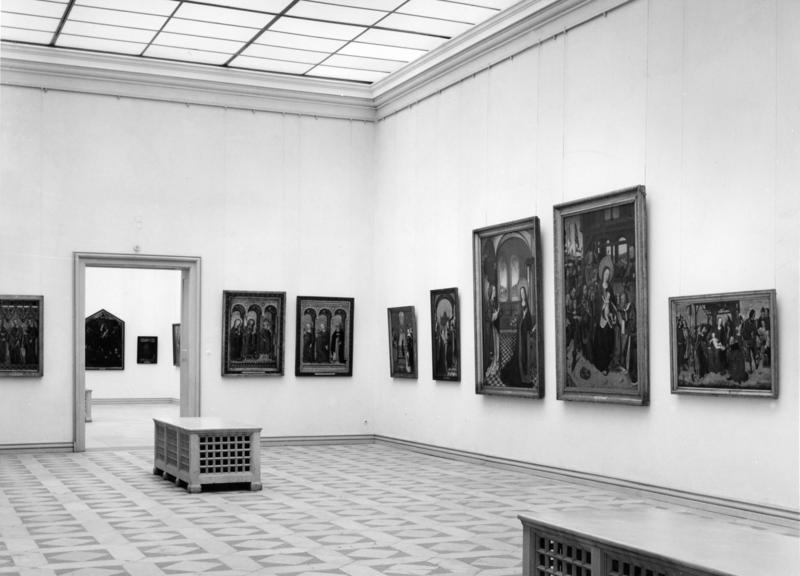
Sammlungsraum der Kölner Schule, 1954

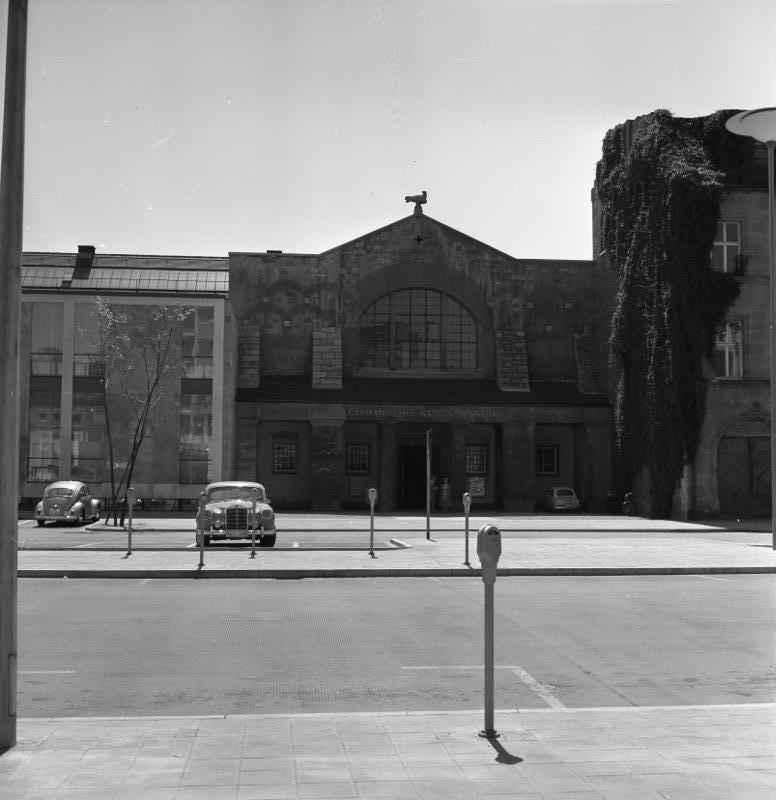
Museumseingang, 1959

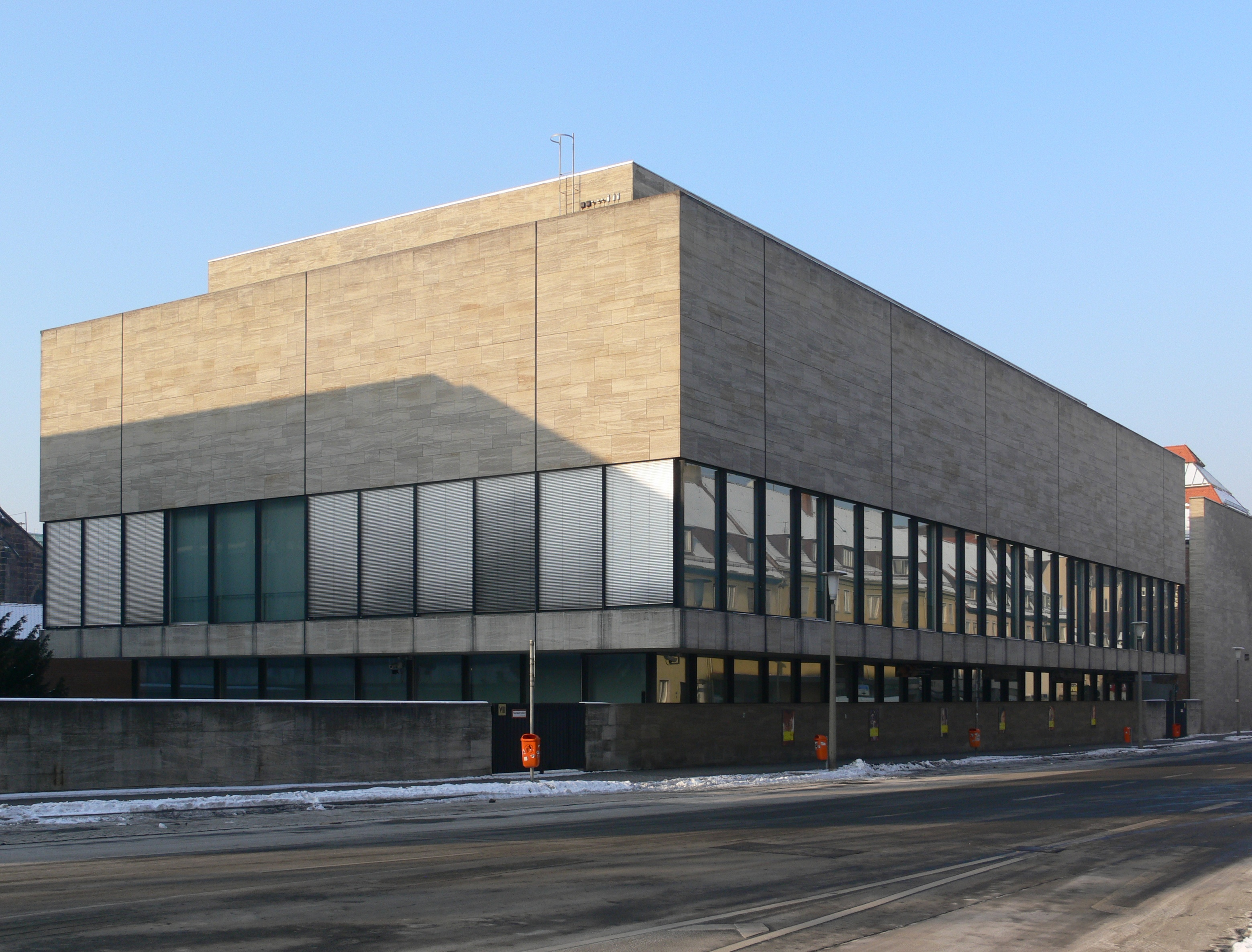
Der Ostbau wurde 1970 fertiggestellt (2009)

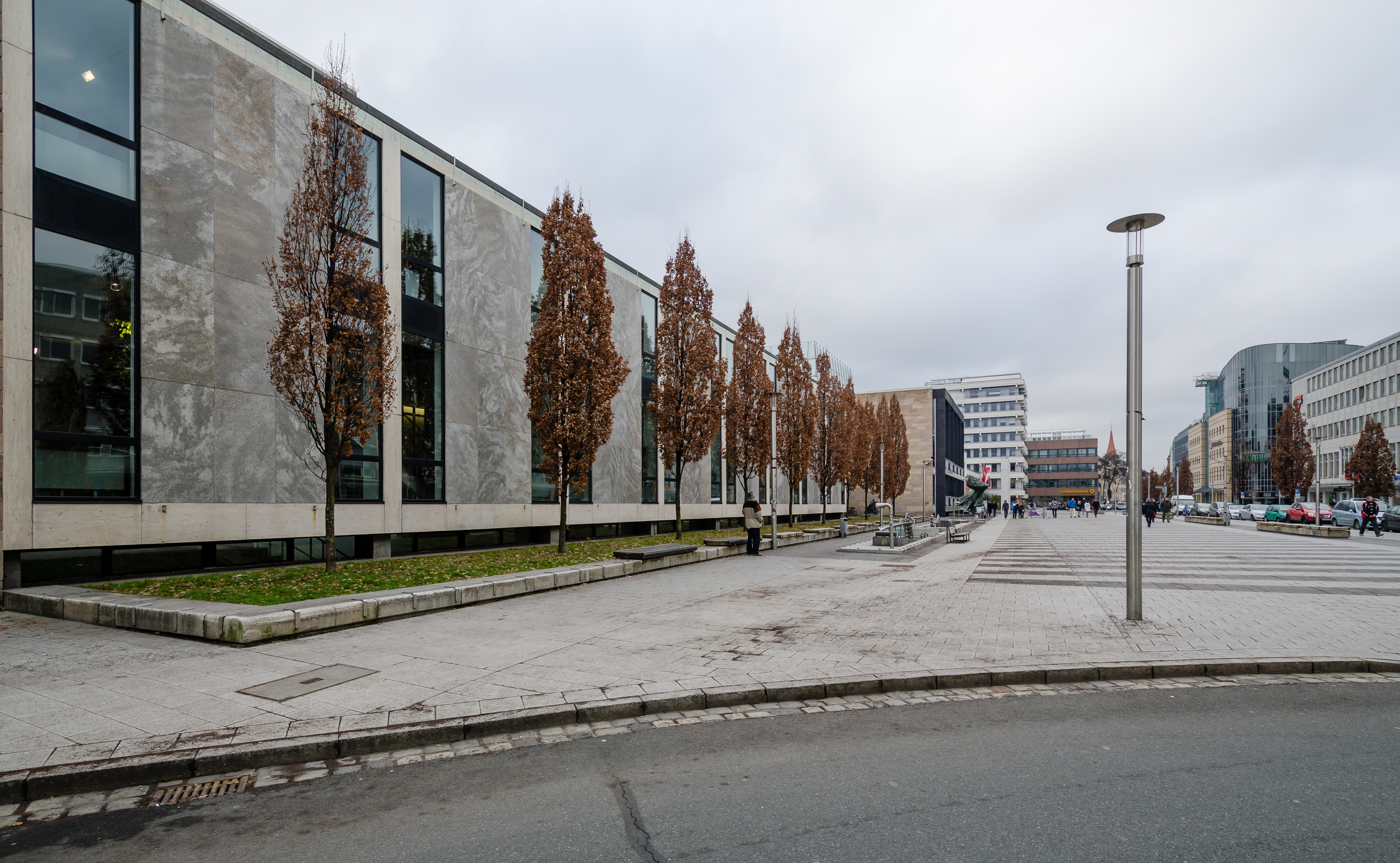
Außenfassade des Museums (2012)

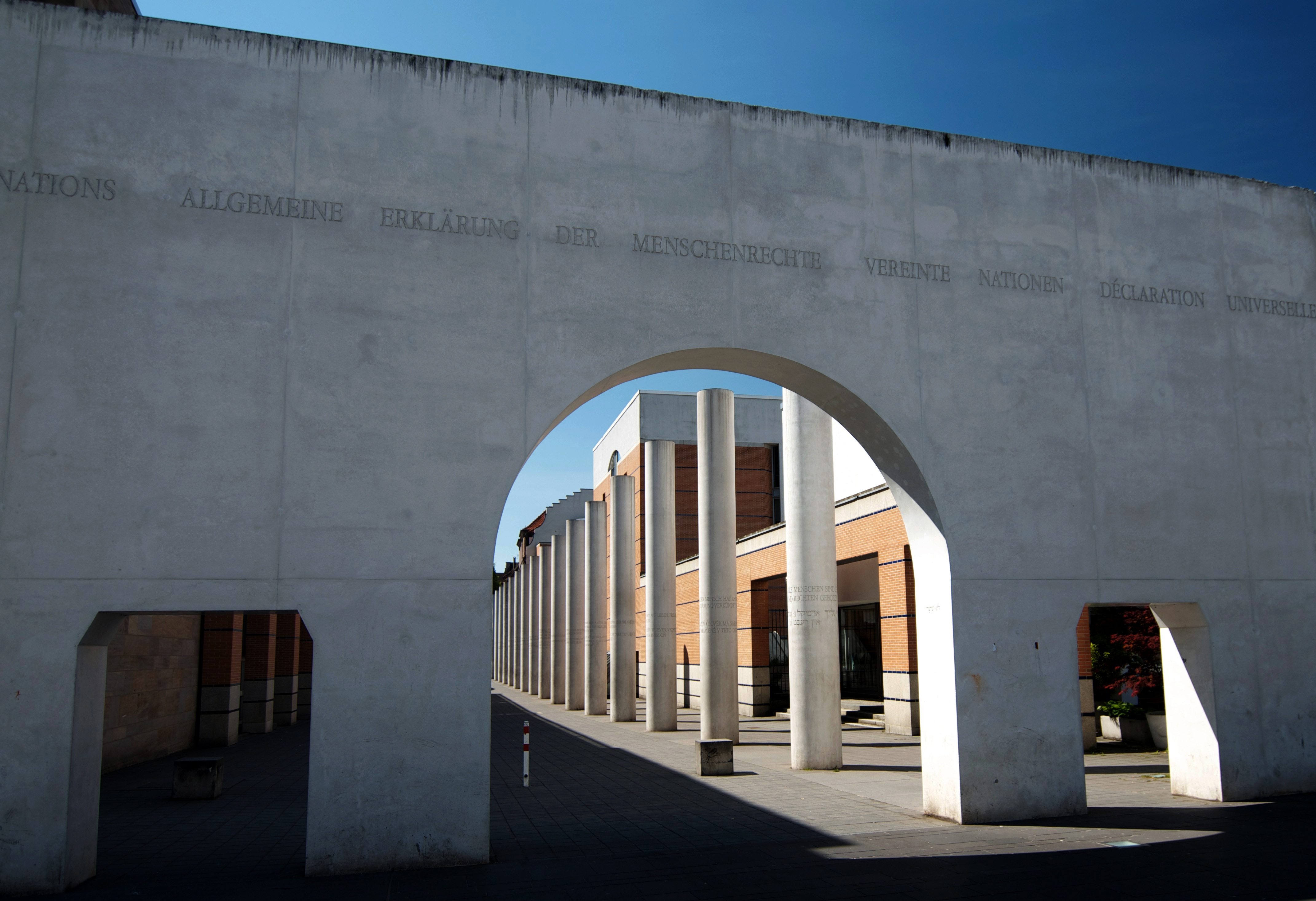
Die Straße der Menschenrechte von Dani Karavan aus dem Jahr 1988 (2011)

Wenige Tage nach dem Kriegsende bewachte die amerikanische Militärregierung das Museumsgelände, um Plünderungen zu verhindern. Zunächst begann die Arbeit auf kommunaler Ebene wieder: Am 15. August 1945 wurde der bisherige Mitarbeiter des Museums, Ernst Günter Troche, vom neuen Oberbürgermeister der Stadt zum vorläufigen Direktor ernannt. Er begann mit bescheidenen Mitteln die Sicherung der Gebäude. Am 4. Oktober 1945 sagte die Bayerische Staatsregierung dem Museum zu, zwischenzeitlich den Hauptfinanzierungsanteil des früheren Deutschen Reiches zu übernehmen und ermöglichte so die rasche Bergung der Sammlungsobjekte, die in den folgenden Jahren mit einem Kriegsverlust von nur drei Prozent nahezu vollständig wieder zurückgeführt werden konnten. Seit 1946 tagte auch wieder der Verwaltungsrat des Museums. Das Museum organisierte in dieser Zeit kleine Ausstellungen, Vorträge und Konzertreihen. Ab 1947 beteiligten sich die Länder Württemberg-Baden und Hessen mit jeweils 2/9 und ein Teil der Kunstsammlung konnte in einigen renovierten Räumen wiedereröffnet werden. Seit der Gründung der Bundesrepublik Deutschland beteiligen sich wieder alle Länder an der Trägerschaft des Museums nach dem sogenannten Königsteiner Schlüssel. Nachdem 1948 der damalige Staatsminister a. D. Theodor Heuss die Ausstellung Die deutsche Freiheitsbewegung von 1848 eröffnet hatte, wurde er am 10. September auf Vorschlag Troches zum Vorsitzenden des Verwaltungsrats gewählt. Heuss hielt als einziges an diesem Ehrenamt auch während seiner Amtszeit als Bundespräsident und danach bis zu seinem Tode fest und förderte engagiert das Museum. 1950 konnte eine angestrebte Ausstellung mit den Kunstwerken des Museums (Deutsche Kultur) in den deutschen Städten Bremen, Hamburg und Dortmund starten. Die Ausstellung des Museums für Kunst und Kulturgeschichte der Stadt Dortmund fand im nahegelegenen Schloss Cappenberg bei Lünen von Juli bis Oktober 1951 statt.
Nach dem Einwirken von Theodor Heuss wurde 1951 Ludwig Grote als Erster Direktor gewonnen. Er bewerkstelligte durch Aufnahme des Geistes und der Werke des Bauhauses den Anschluss an das international bedeutende Kunst- und Kulturschaffen; er richtete aber auch so genannte Heimatgedenkstätten für die Vertriebenen des Zweiten Weltkriegs ein. Dabei wurde der Wiederaufbau der Gebäude nach Plänen des Architekten Sep Ruf durchgeführt.
Erich Steingräber übernahm 1962 die Leitung; 1964 wurde die Sammlungsgrenze vom Verwaltungsrat bis in den Expressionismus verschoben. Jüngere zeitgenössische Werke wurden zur Ausstattung von Empfangs-, Sitzungs- und Büroräumen verwendet. In den 1950er und 1960er Jahren schied man die meisten Abgüsse, so sie überhaupt den Krieg überstanden hatten, aus der Sammlung aus.
Im Dezember 1980 trat Gerhard Bott das Amt des Generaldirektors an (bis 1993). Für das Bekenntnis zur Internationalität steht das Bestreben, einen universellen Kontext herzustellen. So erhielt Dani Karavan beispielsweise den Auftrag, als Außenskulptur die Straße der Menschenrechte (Way of Human Rights) zu realisieren; dieses Werk ist dem Komplex Kunst am Bau zuzuordnen.
1999 wurde das Kaiserburg-Museum in der Nürnberger Burg (in den ehemaligen Kemenaten) eröffnet. Es zeigt Exponate zur Bau- und Kulturgeschichte der Burg.

Von 1994 bis 2019 war Georg Ulrich Großmann Generaldirektor des Germanischen Nationalmuseums. Während dieser Zeit sind Gebäudesanierungen und Neueinrichtung der Schausammlungen, Forschungsaktivitäten wie die dreibändige Katalogisierung des graphischen Werks von Albrecht Dürer und öffentlichkeitswirksame Unternehmungen wie Ausstellungen und Begründung neuer Publikationsreihen verwirklicht worden. 1999 wurde das Haus der ehemaligen Kinderbewahranstalt der Kirchengemeinde St. Lorenz erworben (das Gebäude liegt gegenüber dem Südwestbau); seit dem 17. Mai 2002 ist dort die Spielzeugsammlung ausgestellt. 2012 widmete sich die größte Dürer-Ausstellung in Deutschland seit über 40 Jahren dem Frühwerk Albrecht Dürers.
Seit 1. Juli 2019 wird das Germanische Nationalmuseum von Daniel Hess als Generaldirektor geleitet, unterstützt von den Mitgliedern der Generaldirektion Dr. Heike Zech, Dr. Stefan Rosenberger und Dr. Angelika Hofmann. Im Jahr 2024 stellte David Chipperfield Architects Berlin die Pläne für die Sanierung des Süd- und Südwestbaus des Germanischen Nationalmuseums in Nürnberg vor. Diese Sanierung gilt als die bedeutendste Baumaßnahme des Museums seit der Implementierung des fünfgeschossigen Tiefdepots in den mittelalterlichen Bestand. Richtungsweisend für die Neuausrichtung des Museums sind Sonderausstellungen wie Horizonte. Geschichten und Zukunft der Migration und Hello Nature. Wie wollen wir zusammen leben?.

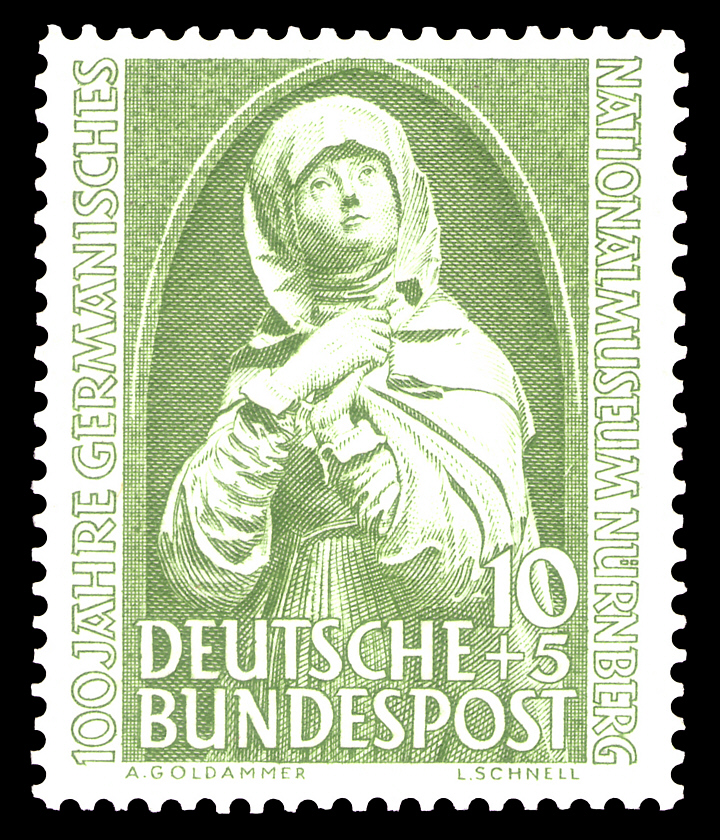
Sondermarke zum 100-jährigen Jubiläum, 1952

### Direktoren
- 1852–1862: Hans von und zu Aufseß
- 1862–1866: Andreas Ludwig Jacob Michelsen
- 1866–1891: August Essenwein
- 1894–1920: Gustav von Bezold (1848–1934)
- 1920–1936: Ernst Heinrich Zimmermann (1886–1971)
- 1937–1945: Heinrich Kohlhaußen
- 1945–1951: Ernst Günter Troche
- 1951–1962: Ludwig Grote
- 1962–1969: Erich Steingräber
- 1969–1980: Arno Schönberger
- 1980–1993: Gerhard Bott
- 1994–2019: Georg Ulrich Großmann
- seit 1. Juli 2019: Daniel Hess

## Sammlungen

### Malerei bis 1800 und Glasmalerei
Ende der 1870er Jahre gelang es, die Sammlung der Gemälde zu einer bedeutenden Abteilung des Museums werden zu lassen. Einen Schwerpunkt bilden die spätmittelalterlichen Werke der Stadt Nürnberg. Unter anderem sind vertreten:
- Meister des Imhoff-Altars: Imhoff Altar, um 1418/1420
- Hans Pleydenwurff: Hochaltar fur St. Elisabeth in Breslau, 1462; Porträt des Bamberger Domherren Georg Graf Löwenstein (Gm 128); Kalvarienberg
- Meister der Pollinger Tafeln: Darbringung im Tempel, um 1444
- Meister der Heiligen Sippe der Ältere: Himmelfahrt Christi und Aufnahme Marias in den Himmel, um 1480 (Gm 31)
- Meister des Augustiner-Altars: Die Vision des heiligen Bernhard, 1487 (Gm 145); Der heilige Lukas malt die Madonna, 1487 (Gm 144); Der heilige Veit heilt den Sohn des Kaisers Diokletian (Gm 146); Marter des Hl. Sebastian
- Konrad Witz: Verkündigung an Maria, um 1445 (Gm 878)
- Hans Holbein der Ältere: Maria mit dem Kind, 1499 (Gm 273)
- Meister des Hausbuches: Die Anbetung der Hirten, um 1500 (Gm 1823)
- Bernhard Strigel: Mindelheimer Sippenaltar, um 1505/6 (Gm 254-259, 888-891)
- Michael Wolgemut: Bildnis des Nürnberger Apothekers Hans Perckmeister. 1496;[31] Hl. Anna Selbdritt, Gedächtnisbild für Anna Groß. vor 1510[32] (siehe auch: Stifterscheibe Lorenz Tucher)
- Albrecht Dürer: Bildnis von Barbara Dürer, um 1490;[33] Beweinung Christi, um 1498/1500;[34] Herakles im Kampf gegen die Stymphalischen Vögel, 1500;[35] Kaiser Karl der Große und Kaiser Sigismund, 1512/13;[36] Bildnis des Malers Michael Wolgemut. 1516;[37] Entwurf zum Bildnis Kaiser Maximilians I. 1518/19[38]
- Hans Süss von Kulmbach: Heilige Cosmas, um 1507/08;[39] Heilige Damian, um 1507/08;[40] Verkündigung an Maria, um 1513;[41] Brustbildnis eines jungen Mannes. um 1520/22[42]
- Georg Pencz: Der Nürnberger Feldhauptmann Sebald Schirmer. 1545;[43]
- Hans Burgkmair der Ältere: Sigismund-Sebastian-Altar. 1505;[44] Die 21-jährige Betrügerin Anna Laminit. 1502/3;[45] Muttergottes in der Landschaft/Maria mit dem Kind. 1509;[46] Die Madonna mit der Traube/Maria mit dem Kind. 1510;[47]
- Jörg Breu der Ältere: Kreuzigung Christi, 1501;[48] Flucht nach Ägypten, 1501;[49] Die Beweinung Christi, um 1510/15;[50] Kreuzigung Christi. um 1520;[50]
- Hans Baldung Grien: Sebastiansaltar, um 1507;[51] Die Ruhe auf der Flucht nach Ägypten, um 1515;[52] Die Muttergottes im Gemach, um 1516;[53] Judith mit dem Haupt des Holofernes, um 1525;[54] Bildnis eines 29-jährigen Mannes, um 1526;[55] Maria mit Kind und Edelsteinen, um 1530;[56] Die Madonna mit den Papageien, um 1533[57]
- Albrecht Altdorfer: Tafeln einer Florianslegende: Vorführung. um 1520;[58] Tafeln einer Florianslegende: Gefangennahme. um 1520;[59] Tafeln einer Florianslegende: Bergung der Leiche. um 1520;[60] Sieg Kaiser Karls des Großen vor Regensburg. um 1518;[61] Kalvarienberg, um 1526[62]
- Wolf Traut: Flügel einer Altar-Predella mit hl. Barbara und Johannes Evangelist. um 1510;[63] Taufe Christi. 1517;[64]
- Lucas Cranach der Ältere: Bildnis eines Juristen, Johann Stephan Reuss, Rektor der Wiener Universität. um 1503;[65] Bildnis des Kurfürsten Friedrich III. des Weisen von Sachsen. 1507/1508;[66] Markgraf Kasimir von Brandenburg-Kulmbach, 1522;[67] Bildnis Christians II. (König von Dänemark), 1523; Allegorie auf Gesetz und Gnade, nach 1529;[68] Damenbildnis, früher Salome mit dem Haupt Johannes des Täufers. um 1530;[69] Das ungleiche Paar, um 1530;[70] Kanzler Dr. Gregor Brück, 1533;[71] Bildnis Martin Luthers im 50. Lebensjahr, um 1533;[72] Die Fabel vom Mund der Wahrheit, 1534;[73] Venus mit Amor als Honigdieb, um 1537;[74] Venus mit Amor als Honigdieb vor schwarzem Grund, um 1537;[75] Posthumes Bildnis Martin Luthers als Augustinermönch. 1546[76]
- Lucas Cranach der Jüngere: Die Bekehrung des Saulus, um 1549;[77] Flügelaltar in Herzform (Colditzer Altar) – Sündenfall – Verkündigung an Maria, um 1584[78]
- Meister von Meßkirch: Kreuztragung Christi und Handwaschung des Pilatus, um 1536/1540[79]
- Pieter Brueghel der Jüngere oder Jan Brueghel der Ältere: Bauernhochzeit im Freien, um 1590[80]
- Rembrandt van Rijn: Selbstbildnis mit Halsberge, um 1629;[81] Der Apostel Paulus im Nachdenken, um 1629/30[82]
- Joseph Heintz der Ältere: Amors Abschied von Psyche, 1603[83]
- Johann Liss: Bauernstreit, um 1616/1619;[84] Der verlorene Sohn bei den Dirnen, um 1622/3[85]
- Pieter de Hooch: Gesellschaftsstück (Offizier und junge Frau), um 1663/5[86]
- Johann Georg Platzer: Das Konzert, um 1750[87]

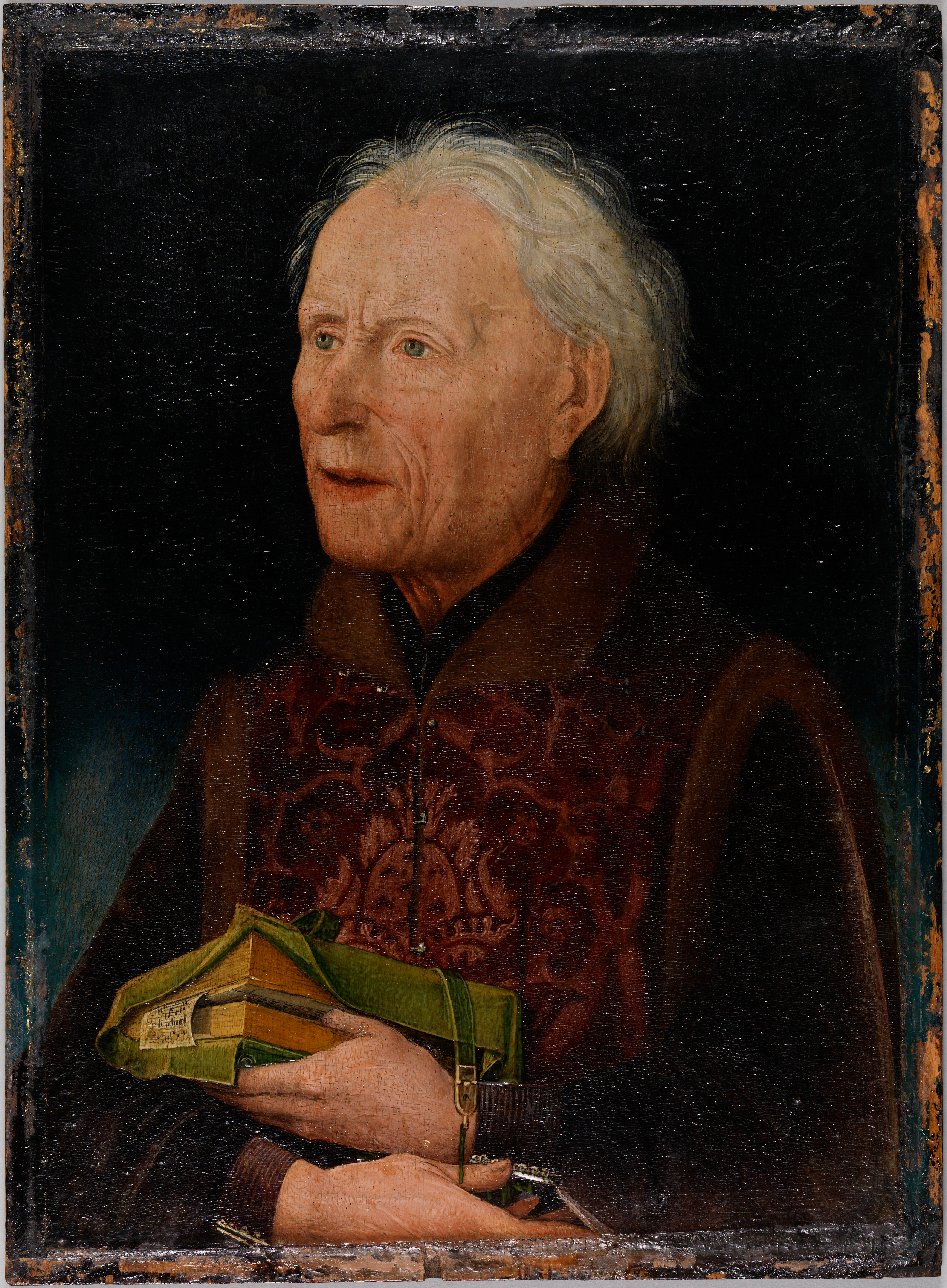
Hans Pleydenwurff, Bildnis des Bamberger Domherrn und Subdiakons Georg Graf von Löwenstein, um 1456 (Gm 128)
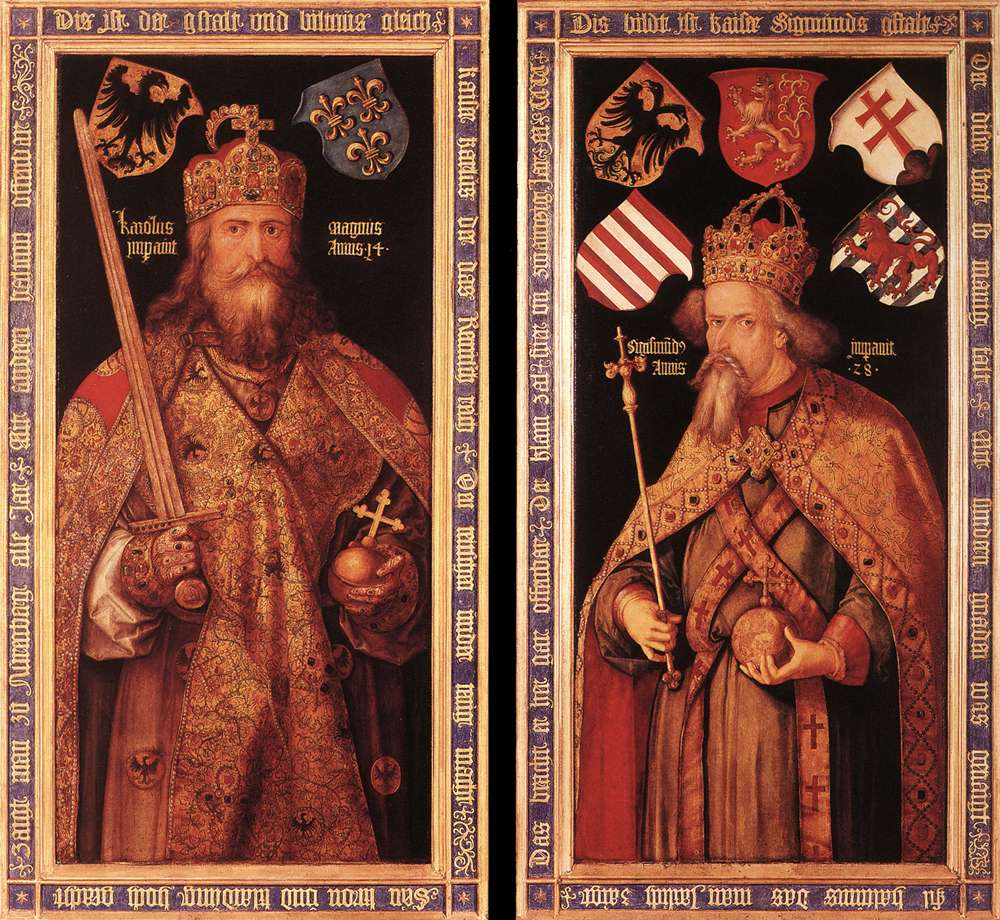
Albrecht Dürer: Karl der Große und Kaiser Sigismund, 1512/1513, Leihgabe der Stadt Nürnberg
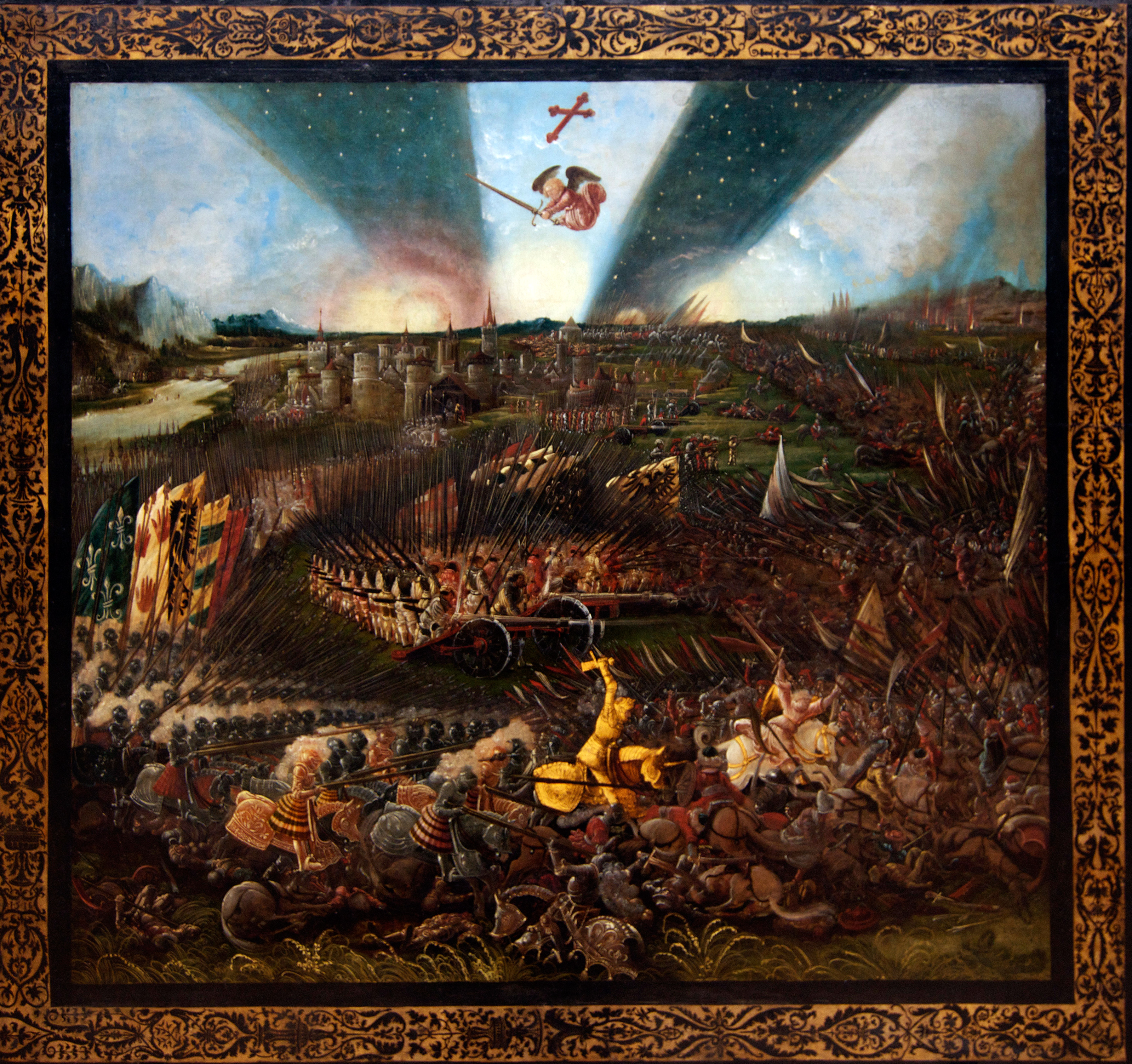
Albrecht Altdorfer: Sieg Kaiser Karls des Großen vor Regensburg, um 1518
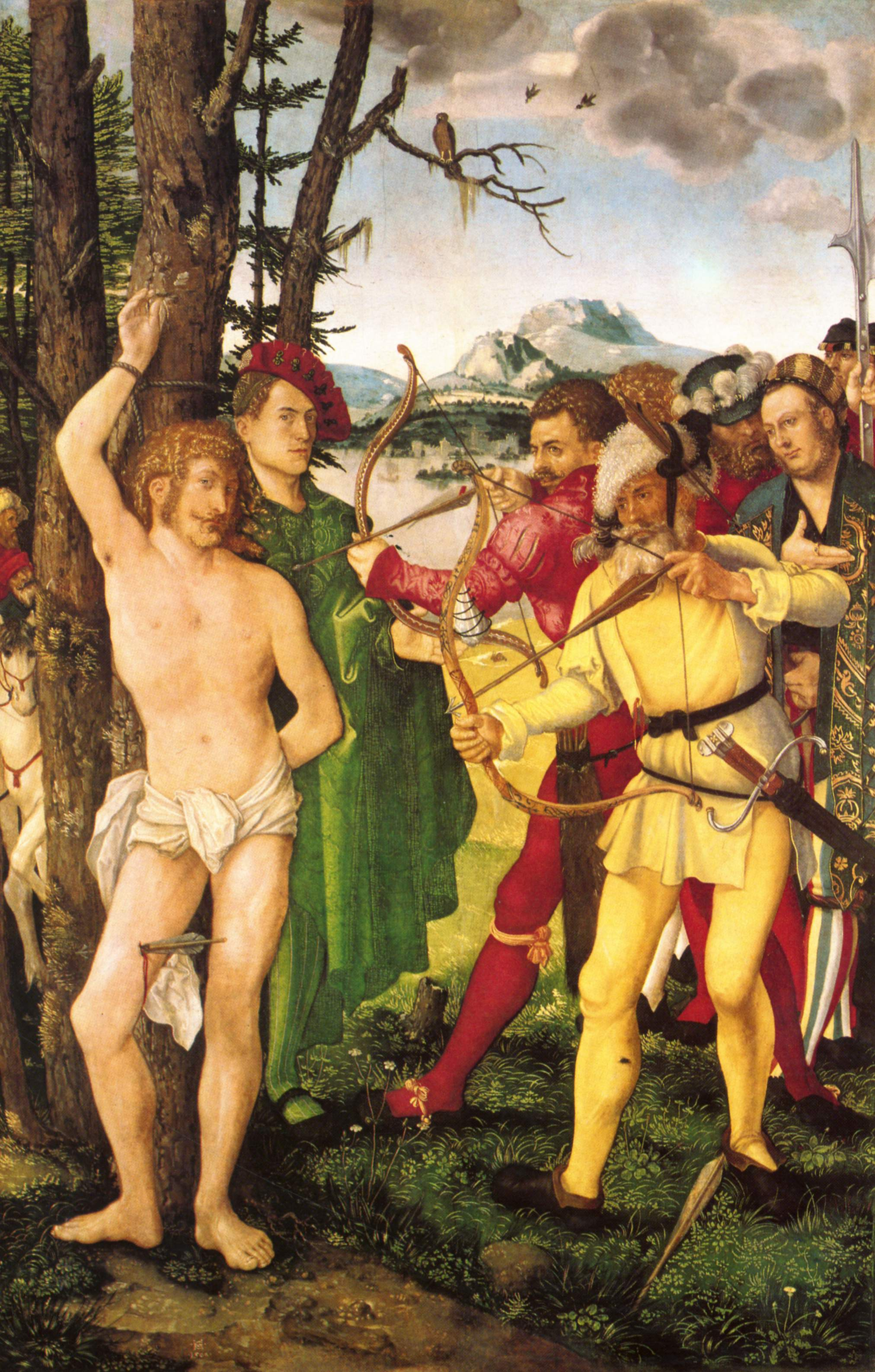
Hans Baldung Grien: Die Marter des heiligen Sebastian, um 1507, Leihgabe der Stadt Nürnberg
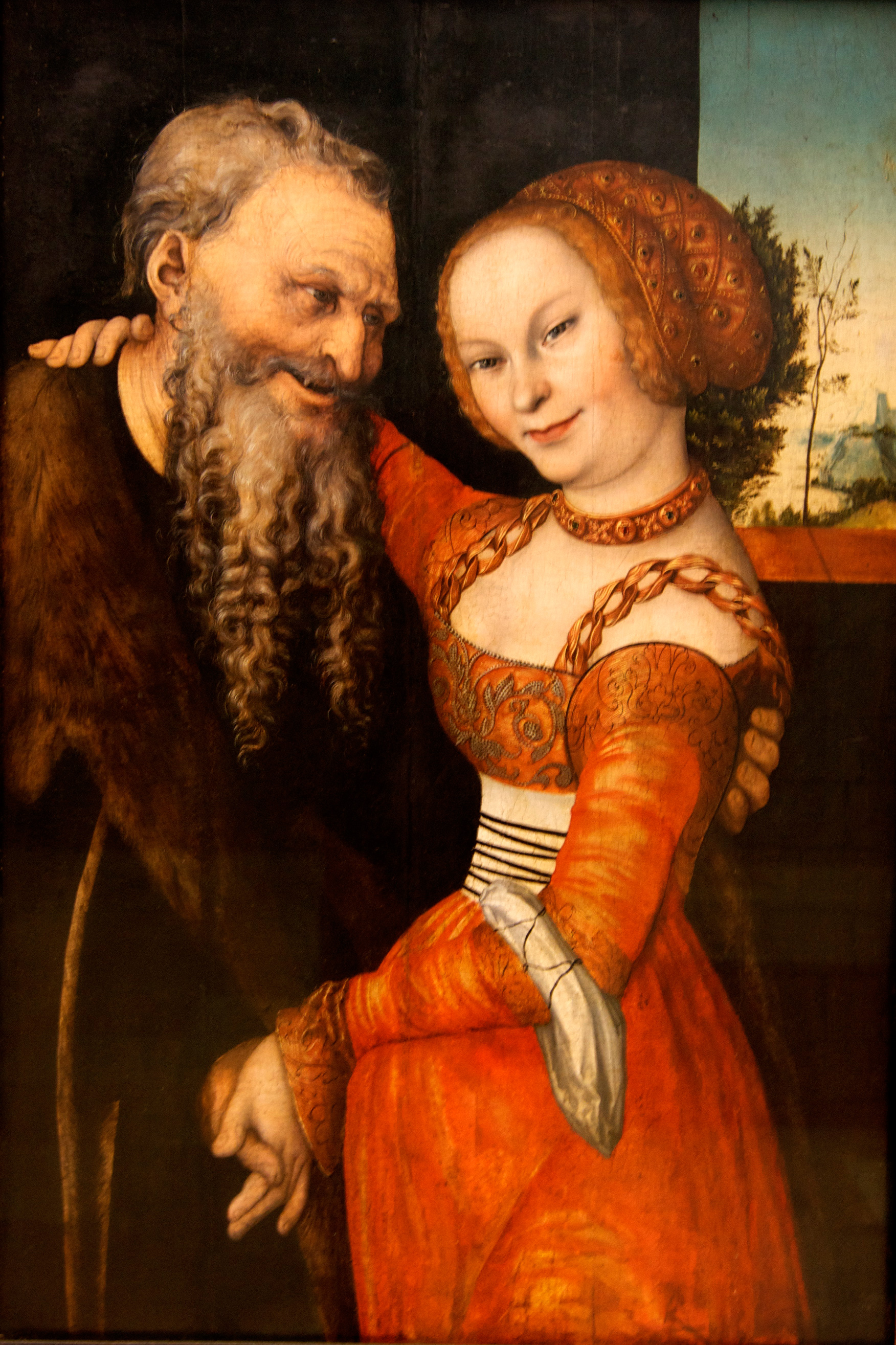
Lucas Cranach der Ältere: Das ungleiche Paar, um 1530
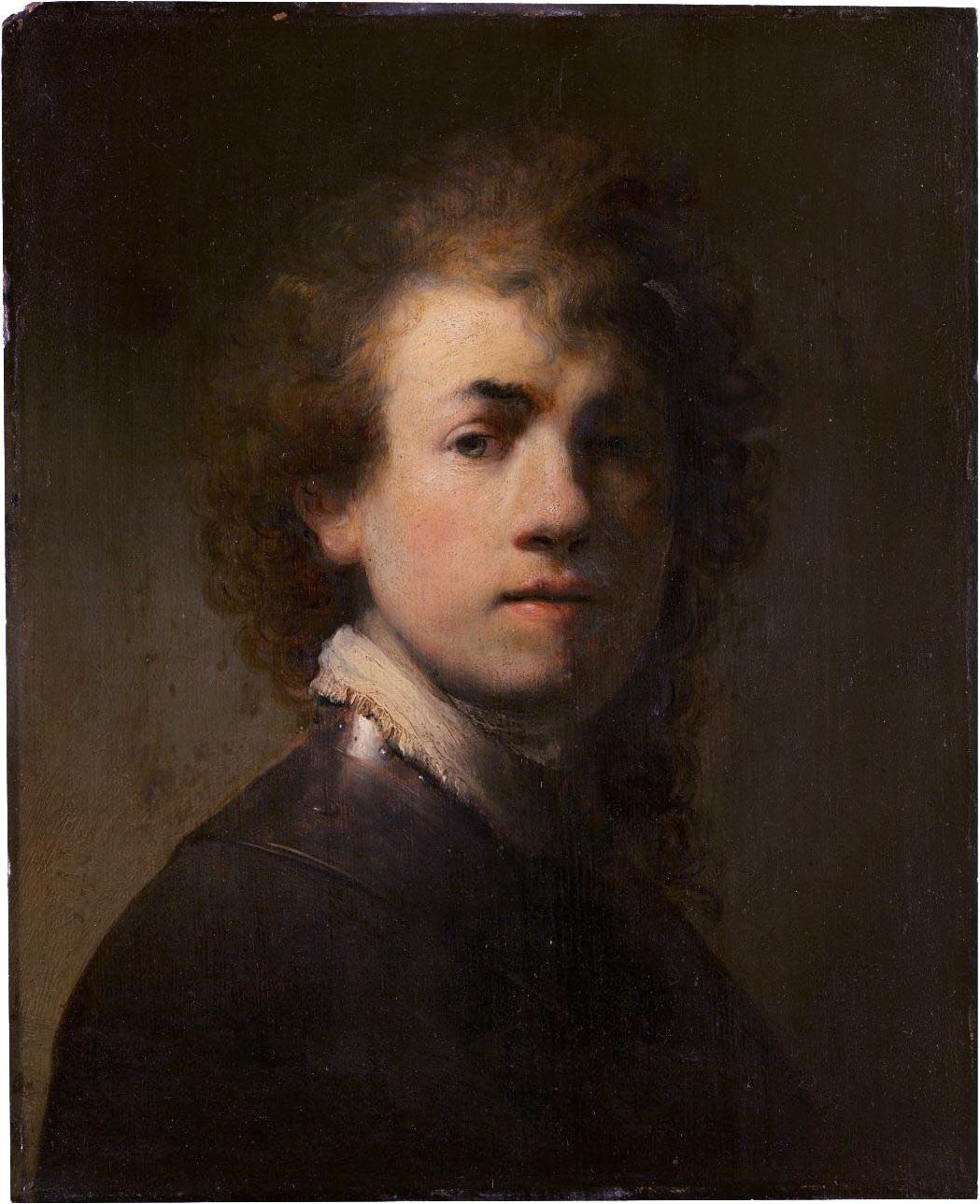
Rembrandt van Rijn: Selbstbildnis mit Halsberge, um 1629, Leihgabe der Stadt Nürnberg

Die Glasmalerei ist seit April 2006 zum Teil in die Mittelalter-Schausammlung integriert.
Vorher konnte man diese Werke in einem eigenen Raum studieren. Die Werke dieser Gattung
beginnen ab dem 13. Jahrhundert.

### Vor- und Frühgeschichte
Die Sammlung umfasst archäologische Funde aus Mitteleuropa von der Altsteinzeit bis zur Zeit Karls des Großen, etwa von 200.000 v. Chr. bis um 800 n. Chr. Mit den Objekten aus Stein, Keramik, Gold, Bronze, Eisen und Glas aus Siedlungs-, Grab- und Hortfunden lässt sich ein differenziertes Bild der kulturhistorischen und technologischen Entwicklung in Mitteleuropa und speziell von einzelnen Regionen im deutschen Sprachraum zeichnen. Damit präsentiert die Sammlung die Entwicklung des Menschen vom Jäger und Sammler über die Sesshaftwerdung als Bauer bis hin zur Stahl- und Keramikproduktion, aber auch die soziologische Entwicklung von einfachen Familien- und Stammesstrukturen hin zu komplexen Staatswesen.
- Der Goldhut (auch: Goldkegel) von Ezelsdorf-Buch stammt aus der Bronzezeit. In seinen Verzierungen werden Sonnensymbole sowie eine kalendarische Bedeutung vermutet. Er ist einer von nur vier bekannten derartigen Goldhüten.[90]
- Die Adlerfibel von Domagnano ist das bedeutendste Objekt eines 21-teiligen Fundkomplexes bzw. kostbaren Schmuckensembles einer sehr wohlhabenden Ostgotin. Der Schmuck entspricht byzantinischer Mode um 500 n. Chr., ist aus Gold gefertigt und mit Almandin, Lapislazuli, Perlen und grünem Glas verziert. Der Adler symbolisiert in der romanischen Bevölkerung Italiens die römische Staatsmacht und galt den Goten zudem als Symbol ihres höchsten Gottes Wodan. Auf seiner Brust trägt der Adler ein christliches Kreuz innerhalb eines Rundschilds. Das Symbol der Adlerfibel wurde 1952, anlässlich der Hundertjahrfeier des Germanischen Nationalmuseums, zum Motiv der ersten Sonderprägung einer 5-DM-Münze.[88][91]

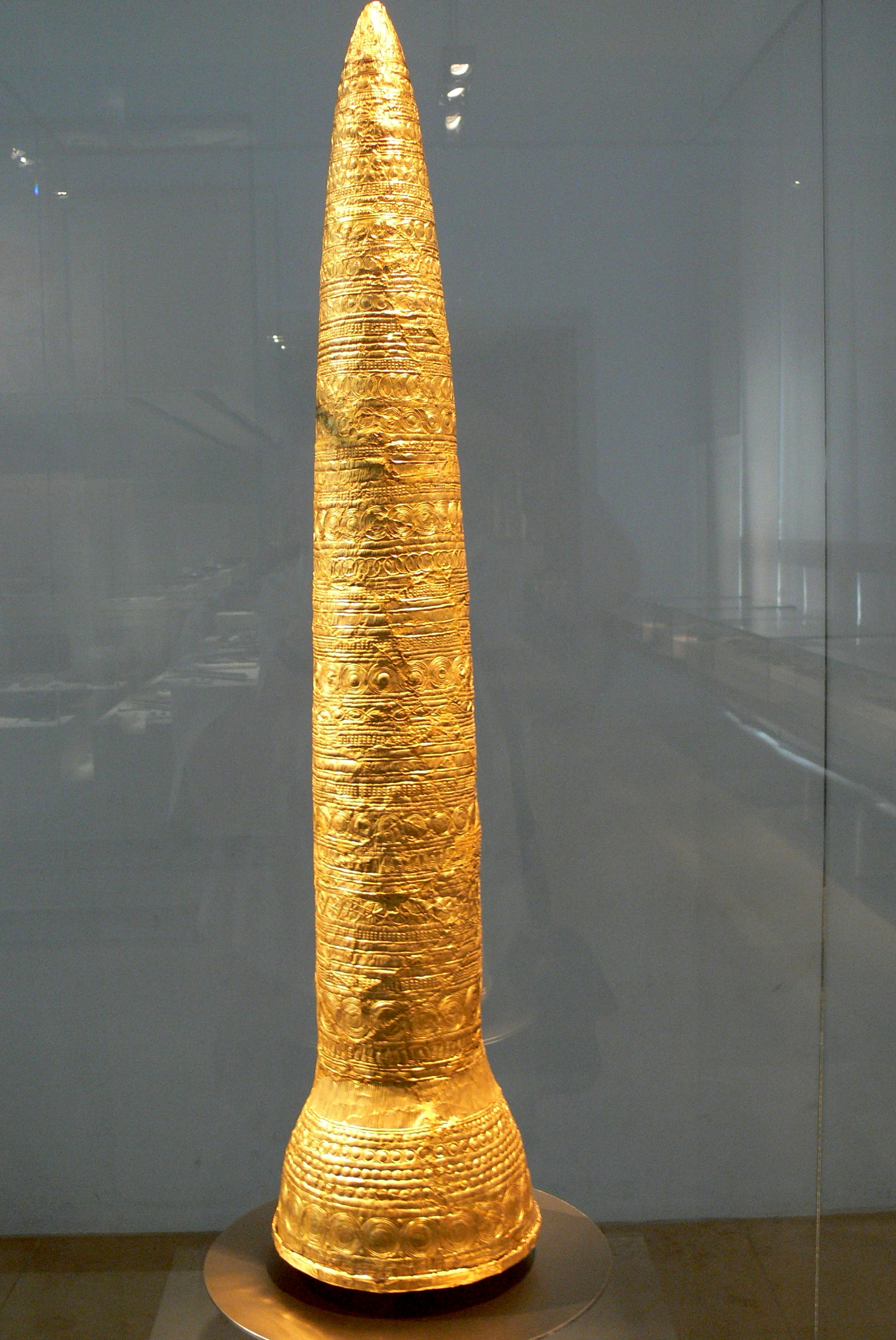
Goldhut von Ezelsdorf-Buch, Bronzezeit (10.-9. Jahrhundert v. Chr.)
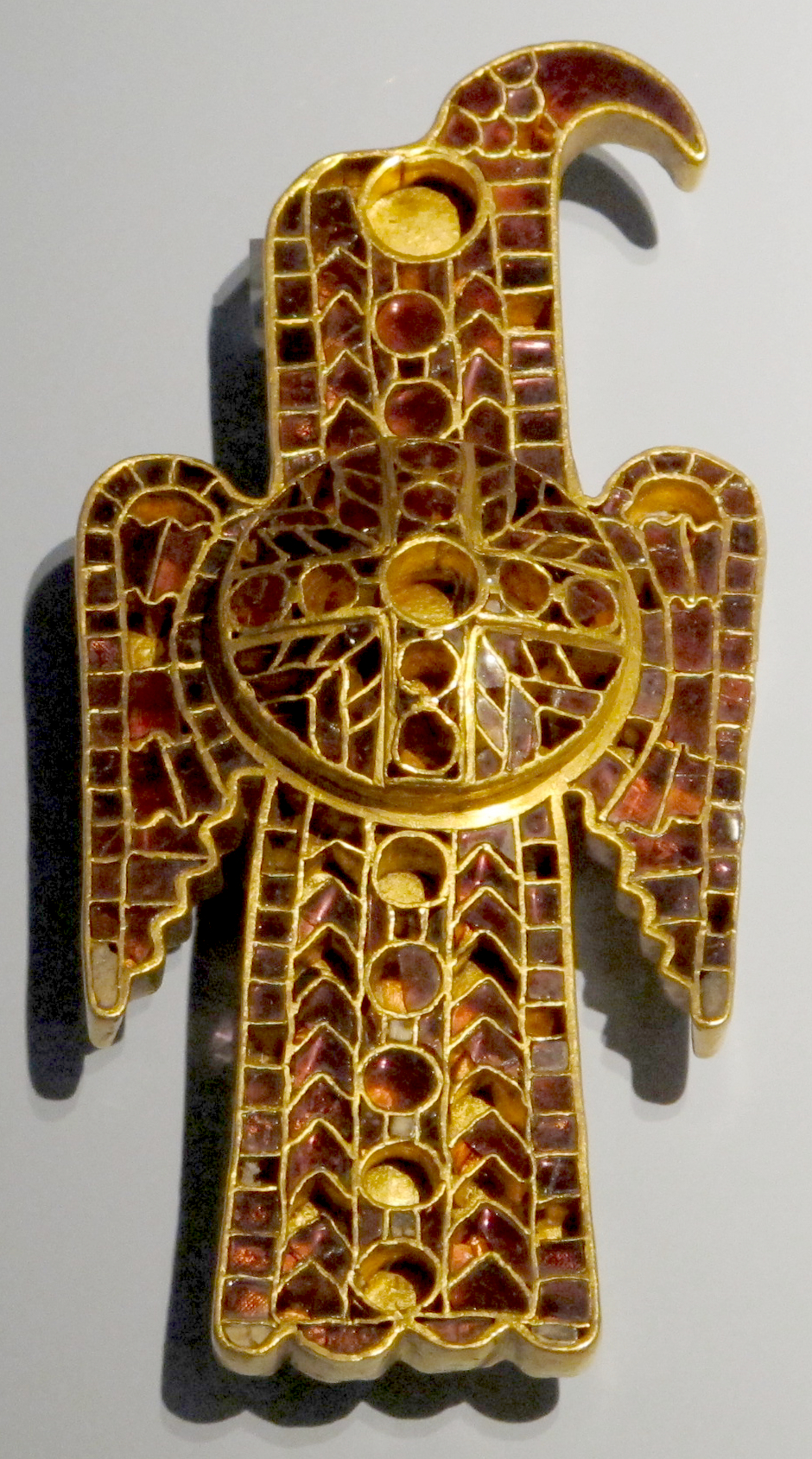
Adlerfibel, Domagnano, San Marino, (Völkerwanderungszeit)

### Alte Gerichtsbarkeit
Die Sammlung umfasst Realien zur Strafgerichtsbarkeit (Folter-, Schand- und Leibesstrafen), vor allem Instrumente der Rechtspflege und des Strafvollzugs, sowie zur Rechtssymbolik. Die Objekte stammen vorwiegend aus der Frühen Neuzeit.

### Skulptur bis 1800
Die Skulpturensammlung mit ihren etwa 2.600 Bildwerken und rund 350 plastischen Kopien vermittelt einen umfassenden Überblick zur Bildhauerkunst im deutschen Sprachraum vom hohen Mittelalter bis zum Ende der Neuzeit. Damit gehört sie zu den bedeutendsten Sammlungen ihrer Art in Deutschland. Ein Schwerpunkt der Sammlung liegt u. a. auf Plastiken und Skulpturen aus Nürnberg vom Spätmittelalter und der Renaissance, welche die besondere Stellung der Stadt, als eines der künstlerischen Zentren dieser Zeit, sowohl regional als auch international widerspiegeln.
- Der sogenannte „Brunnenhansel“ ist ein ungewöhnlicher Bronzehohlguss von ca. 1380. Er diente im Nürnberger Heilig-Geist-Spital als Brunnenfigur, bei der Wasser aus der Schalmei des dargestellten jungen Musikanten lief.[94]
- Das Relief Maria im Rosenkranz vom 1488/89 stammt aus der Nürnberger Dominikanerkirche.
- Die Figurengruppe „Raphael und Tobias“, geschaffen von Veit Stoß im Jahr 1516 in Nürnberg, illustriert eine selten dargestellte Geschichte aus dem Alten Testament, in der der junge Tobias vom Erzengel Raphael begleitet wird.[95] Die Skulptur wurde vermutlich von einem in Nürnberg ansässigen italienischen Pelzhändler in Auftrag gegeben und zeichnet sich durch meisterhafte Schnitzkunst aus, die hauchdünne Gewandfalten und eine virtuose Komposition mit gekonnter Schilderung der Bewegung präsentiert. Veit Stoß gehört zu den maßgebendsten Bildhauern am Übergang vom Spätmittelalter zur Renaissance im deutschen Sprachraum. Seine Werke geben Zeugnis von der hohen Qualität der Künste um 1500 in der damaligen Kaufmannsstadt Nürnberg.[93]
- Die Büste „Der Satirikus“ von Franz Xaver Messerschmidt, einem der großen Meister seiner Zeit an der Wiener Akademie, gehört zu einem Zyklus von „Charakterköpfen“, die als bekanntestes Werk des Künstlers gelten. Die besondere Gestaltung des Kopfes mit differenzierten Oberflächen und dem starken Ausdruck seelischer Regungen in der Schädel- und Gesichtsform, spiegelt das aufkommende wissenschaftliche Interesse an den Problemen der Physio- und Pathognomik am Ausgang des 18. Jahrhunderts wider.[93]

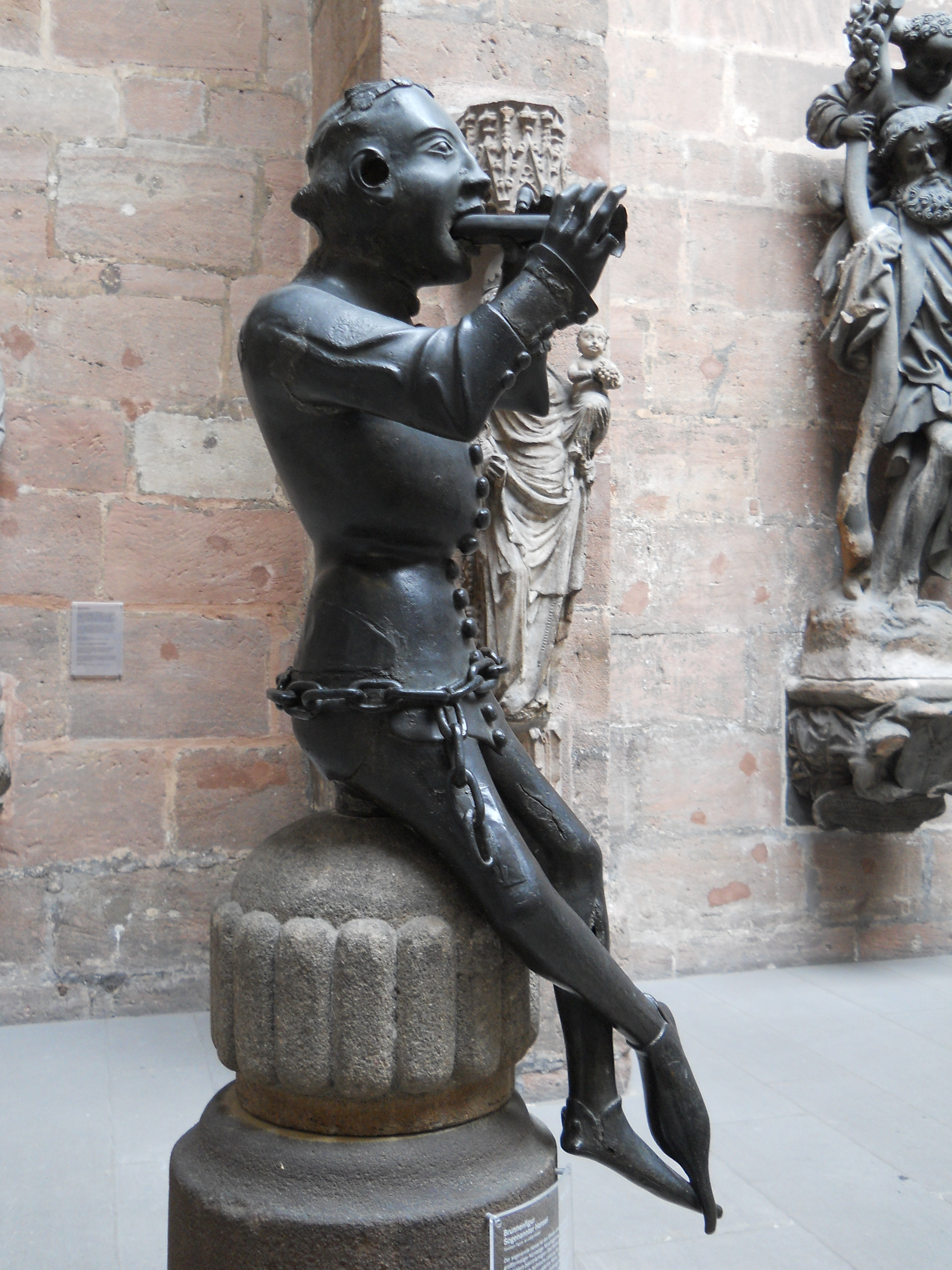
Brunnenfigur, sog. Hansel (Nürnberg, um 1380)
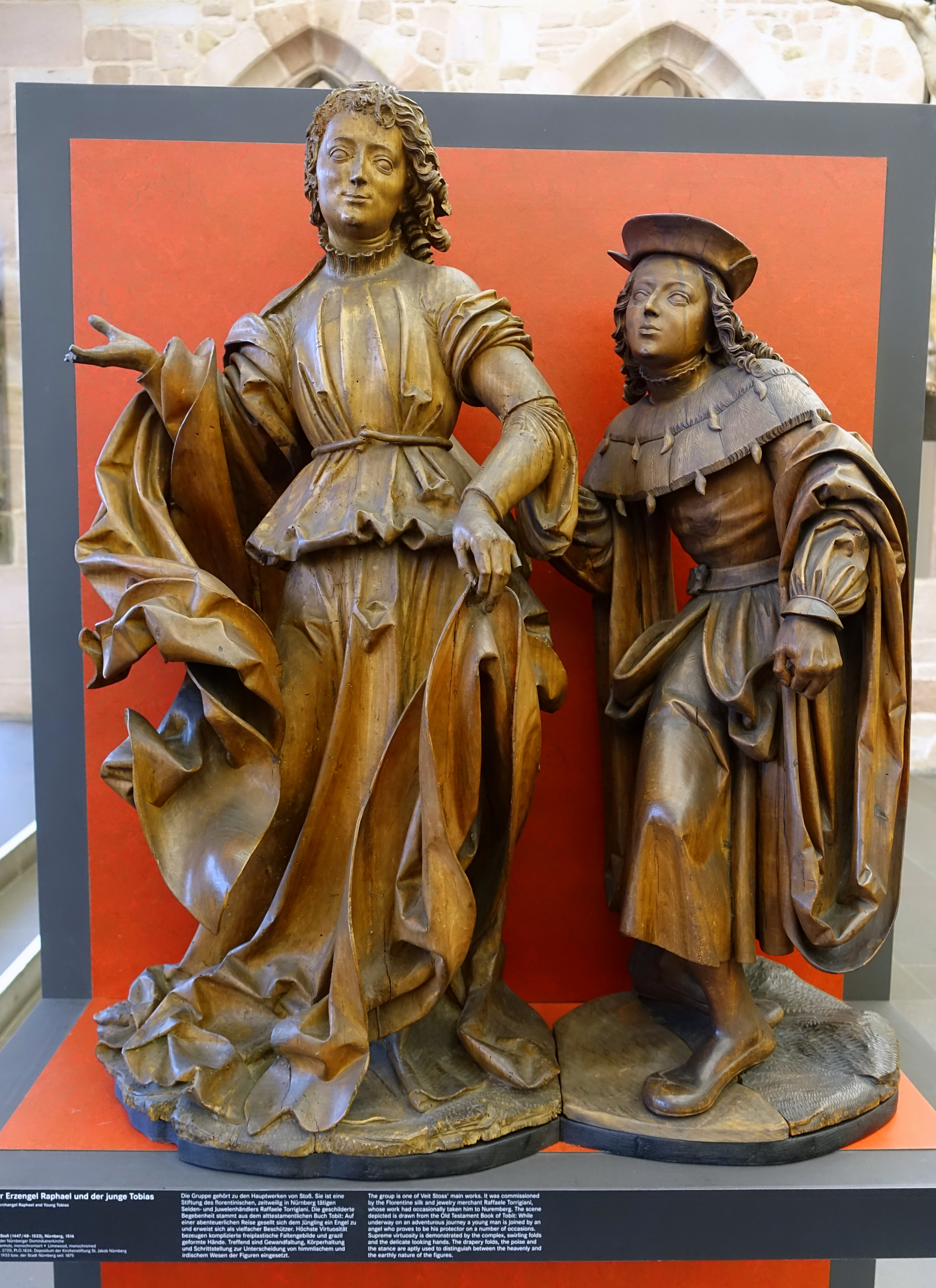
Veit Stoß: Erzengel Raphael und der junge Tobias (1516)

### 20. Jahrhundert
Die in den 1950er Jahren gegründete Sammlung zur Kunst und Kultur im 20. Jahrhundert umfasst Malerei, Skulptur, Kunsthandwerk, Design und Plakatkunst. Sie zeigt Schlüsselpunkte künstlerischer Entwicklungen in Deutschland im Dialog mit internationalen Ideen und Positionen der Moderne. Ein besonderer Schwerpunkt liegt auf Werken von Künstlern, die im Umkreis von Herwarth Walden und dessen Berliner Galerie „Der Sturm“ gearbeitet haben. Des Weiteren wird die gemeinhin in Museen ausgeblendete „völkische“ Kunst des Nationalsozialismus gegenüber progressiven Strömungen der Weimarer Republik kritisch kontextualisiert.
- Das Gemälde Der Trinker von Ernst Ludwig Kirchner entstand 1914/1915 in Berlin und gilt heute als ein Schlüsselwerk des Expressionismus. Kirchner, ein Mitbegründer der Künstlergruppe „Die Brücke“, zeigt sich auf diesem Selbstbildnis in buntem Gewand, kontrastierend zu den Uniformierten des Ersten Weltkriegs, in resignierender Haltung. Neben ihm steht ein giftgrünes Glas, das sich als Symbol des tödlichen Wahns der Kriegszeit lesen lässt.[96][97]
- Das Gemälde Holzhauer im Wald von Philipp Bauknecht ist undatiert. Die Entstehungszeit lässt sich auf 1926/1927 eingrenzen, denn es wurde erstmals ab Mai 1927 auf der Großen Berliner Kunstausstellung präsentiert. Es ist ein für den Expressionisten Philipp Bauknecht typisches Gemälde. Sujet, Malweise, Komposition, Farbbehandlung und Format zeigen seine individuelle, von allen übrigen Leistungen des deutschen Expressionismus abweichende Handschrift.[98]
- Die „Frankfurter Küche“ gilt als das Urmodell der modernen Einbauküche. Sie wurde 1926 im Rahmen des sozialen Wohnungsbauprojekts „Das Neue Frankfurt“ von Margarete Schütte-Lihotzky entworfen. Das Gestaltungs-Konzept der Wiener Architektin sah vor, die Küche mit möglichst geringen Mitteln funktional optimal an die Abläufe im Haushalt anzupassen. Die Küche wurde bis 1930 in etwa 10.000 Frankfurter Wohnungen eingebaut.[96][99]

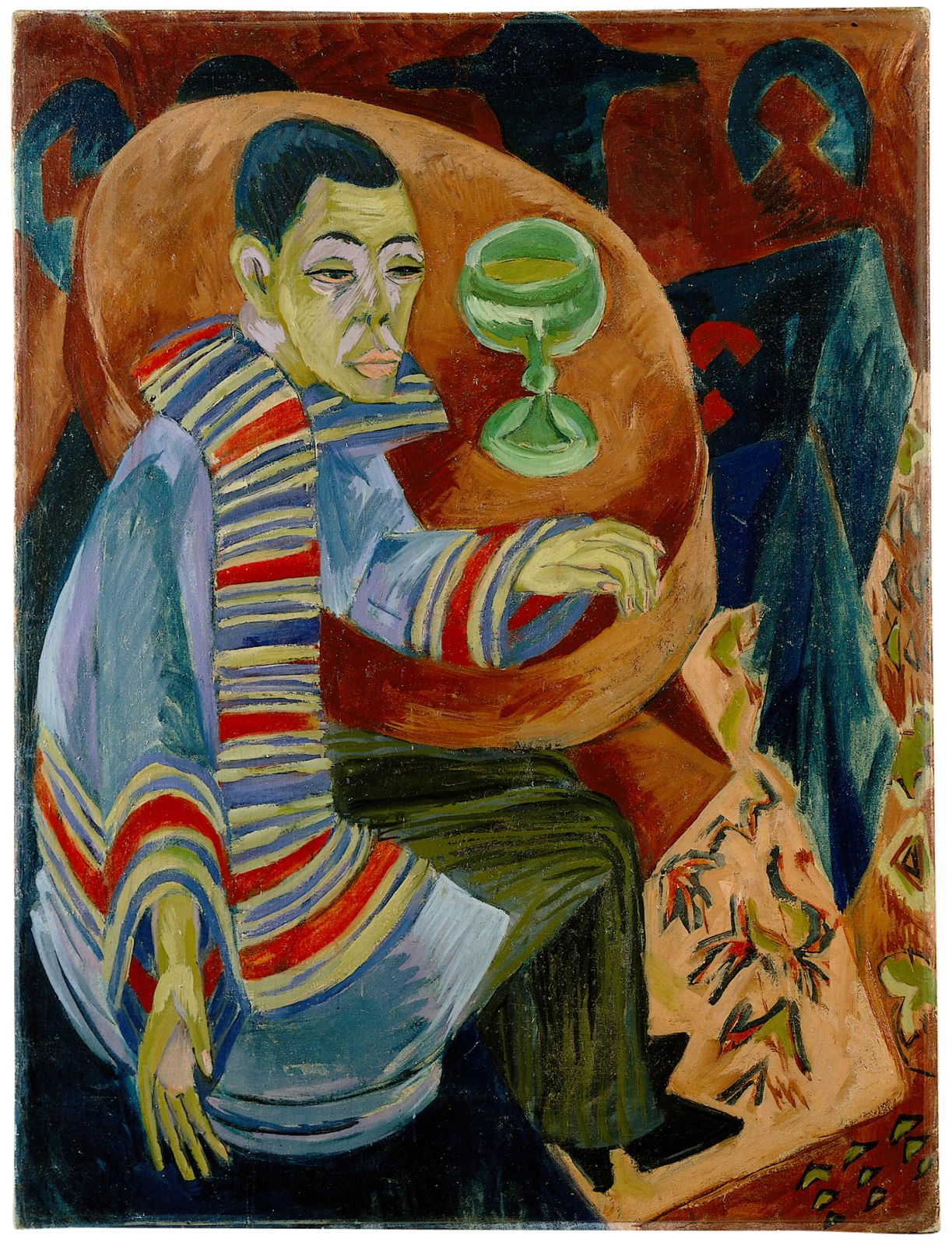
Ernst Ludwig Kirchner: Der Trinker (Selbstbildnis), 1914/1915
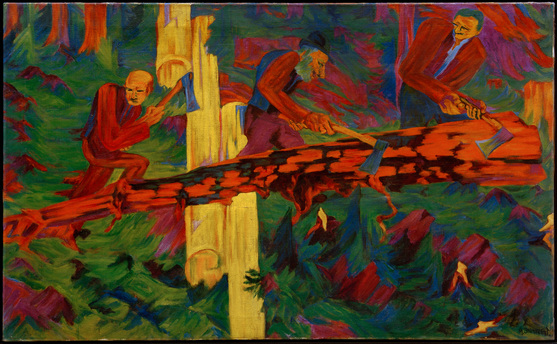
Philipp Bauknecht: Holzhauer im Wald, vor Mai 1927

### Graphische Sammlung
Die Sammlung zählt mit mehr als 350.000 Blättern zu den größten ihrer Art in Europa und vermittelt die Geschichte der Graphik sowie deren technische Verfahren vom Frühmittelalter bis zur Gegenwart. Die Arbeiten entstammen vor allem dem deutschen Sprachraum, sie schließen aber auch italienische, niederländische und französische Beispiele ein. Einen herausragenden Sammlungsbereich stellt die Künstlergraphik aus der Zeit vom 15. bis zum 19. Jahrhundert dar. Die „Historischen Blätter“, ein umfassender, thematisch gegliederter Materialfundus zur deutschen Kulturgeschichte, besitzen ebenfalls eine besondere Bedeutung. Ihr eigenes Profil erhält die Sammlung auch durch Spezialbestände wie beispielsweise Porträts, Spielkarten, Exlibris, Plakate oder topographische Ansichten.
- Die Händestudie gehört zu dem Gemälde „Der zwölfjährige Jesus unter den Schriftgelehrten“ von Albrecht Dürer in der Sammlung des Museums Thyssen-Bornemisza in Madrid. Sie entstand 1506 in Venedig und zeugt von der Meisterschaft des Künstlers als Zeichner. Sie stellt das seit dem 15. Jahrhundert gängige rhetorische Motiv der „argumentierenden Hände“ dar, das Dürer durch genaues Naturstudium bedeutungsvoll steigerte und zum zentralen Inhalt seines Bildes erhob.[100]
- Der Entwurf zu Kandinskys Werk „Helles Bild“, das sich heute im Guggenheim Museum in New York befindet, entstand 1913. Ein Jahr später gelangte das Aquarell als Geschenk des Künstlers, der unter anderem Mitherausgeber des Almanachs „Der Blaue Reiter“ war, in das Germanische Nationalmuseum. Zu sehen ist ein dynamischer Mikrokosmos, den Kandinsky in einer Schaffensphase malte, als er mit gegenstandslosen Formen zu experimentieren und jeder Farbe eine besondere Farbe zuzuschreiben begann: Die abstrakte Malerei sollte beim Betrachter ein inneres Erleben auslösen.[100]

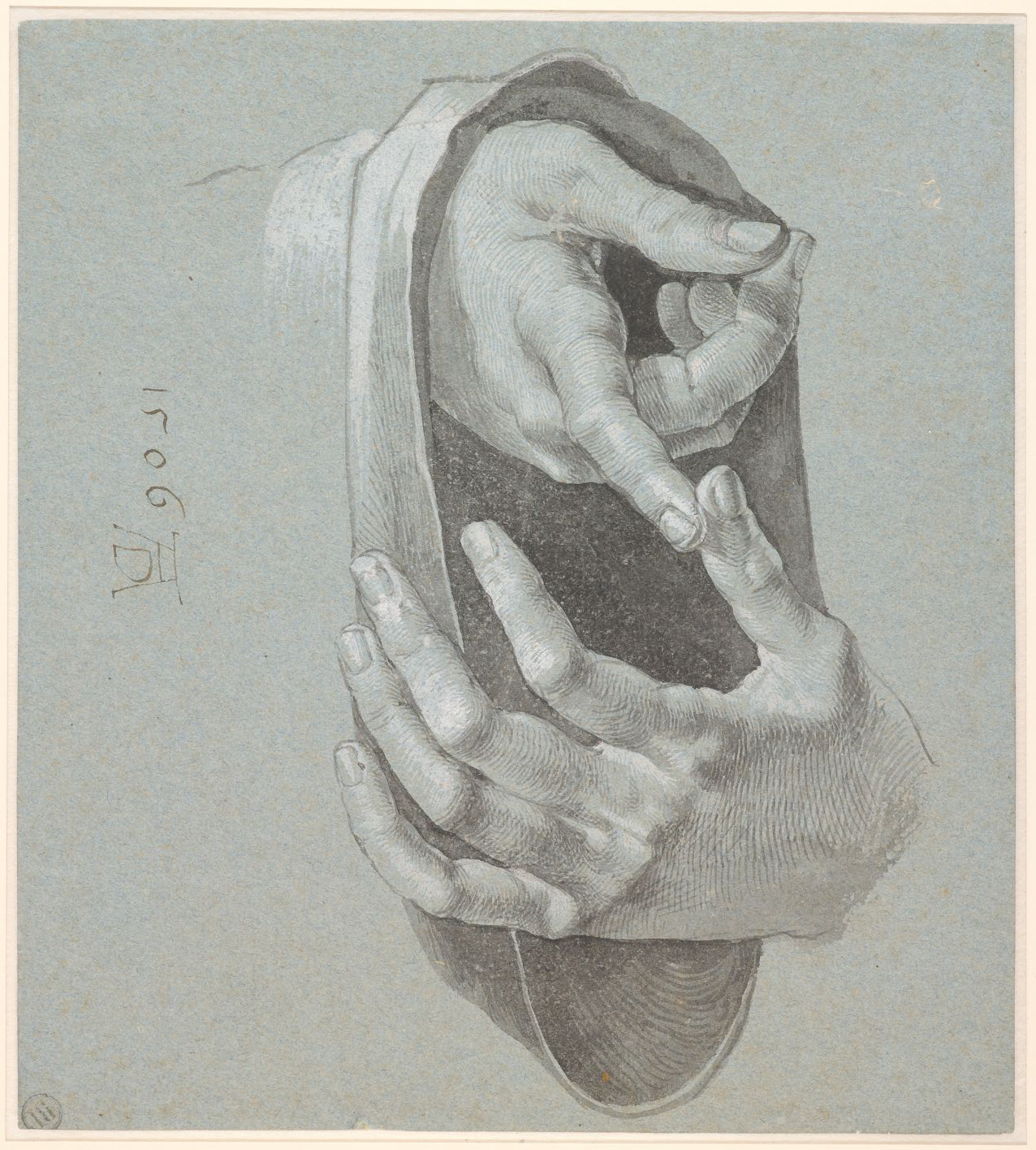
Albrecht Dürer: Die Hände des zwölfjährigen Jesus, 1506
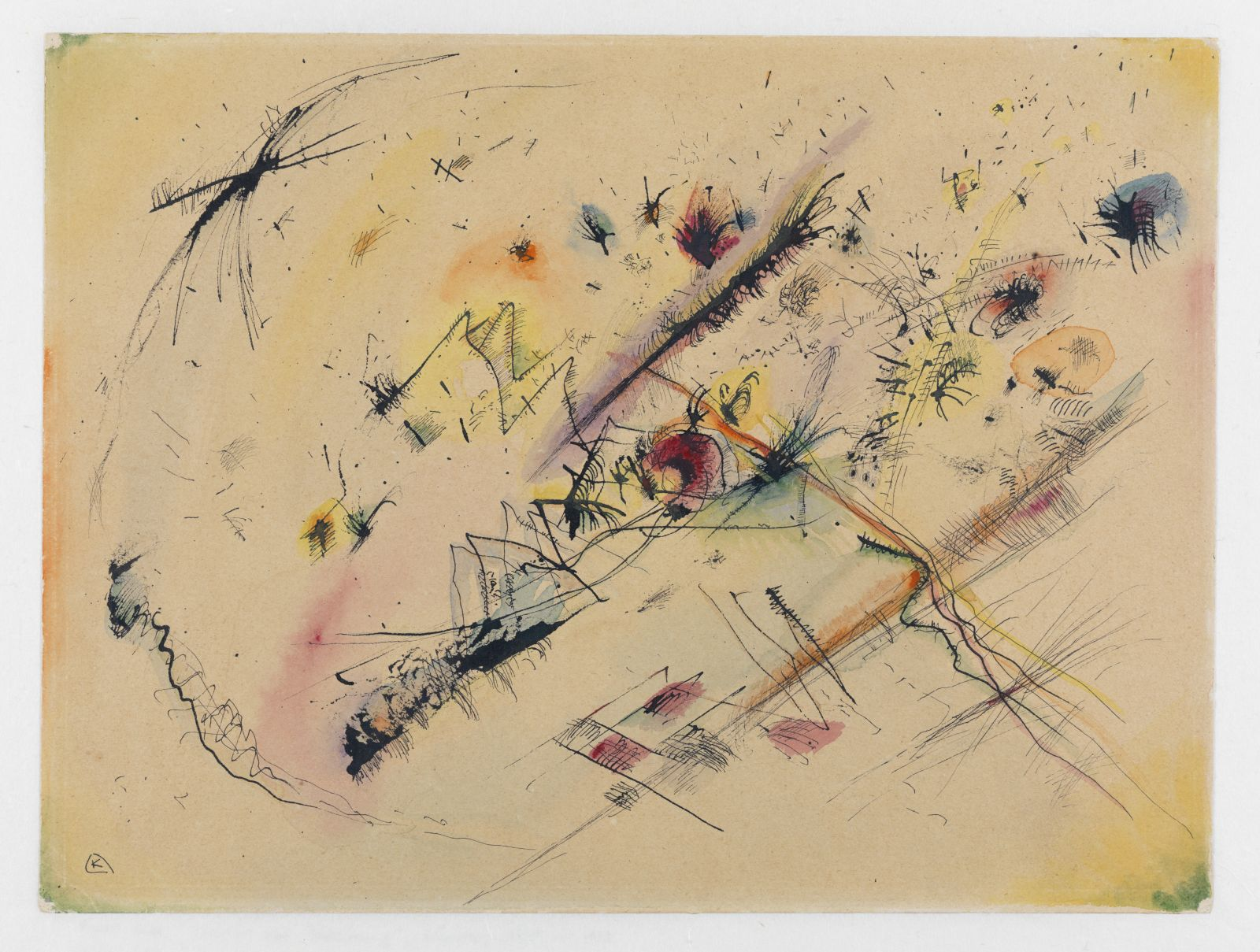
Wassily Kandinsky: Entwurf zu „Helles Bild“, 1913

### Historische Musikinstrumente
Die seit dem Tag der Gründung des Museums bestehende Musikinstrumentensammlung zählt zu den größten in Europa und dokumentiert die Geschichte der Musikinstrumente im deutschsprachigen Raum. Der Sammlungsbestand, der seit Juli 1969 im neueröffneten Südtrakt des Germanischen Nationalmuseums ausgestellt wird, umfasst über 3.000 Objekte vom 16. bis zum 20. Jahrhundert. Hierzu zählt einer der weltweit größten Bestände historischer Tasteninstrumente, insbesondere der bedeutende Komplex früher Hammerflügel, vorwiegend süddeutscher und Wiener Provenienz, den der Leiter der Sammlung, Frank P. Bär als „das Kronjuwel der Musikinstrumentensammlung“ bezeichnet.  Einen weiteren Schwerpunkt bildet der Musikinstrumentenbau in der Freien Reichsstadt Nürnberg.
- Der Hammerflügel von Johann Andreas Stein repräsentiert ein Klaviermodell mit neuer Mechanik, das über keine weiteren Register als die Aufhebung der Gesamtdämpfung verfügt. Steins entwickelte Flügelmechanik kommt mit sehr wenigen Bauteilen aus und reagiert äußerst sensibel auf den Anschlag des Spielers. So lassen sich Töne fein modulieren und besondere Klangfarben erzeugen, was Zeitgenossen wie Wolfgang Amadeus Mozart sehr schätzten.[104][106]
- Das Doppelvirginal von Marten van der Biest vereint ein Hauptinstrument (Mutter) mit einem kleineren, eine Oktave höher klingenden Instrument (Kind). Möchten zwei Spieler gemeinsam musizieren, wird das „Kind“ rechts unten in die Öffnung, sinnbildlich in den Bauch der Mutter, eingeschoben. Spielt nur eine Person, wird das „Kind“ oben auf die „Mutter“ gesetzt. Beide Instrumente können so zugleich von der Klaviatur des Hauptinstruments aus gespielt werden.[104][107]

### Möbel
Den Schwerpunkt der Sammlung bilden deutsche Möbel aus Barock und Rokoko. In den jeweiligen Dauerausstellungen zu den einzelnen Epochen finden sich weitere Stücke, welche die Sammlung um Beispiele aus der Wohnkultur vom Mittelalter bis zur Gegenwart ergänzen.

### Münzkabinett
Die Sammlung umfasst heute etwa 150.000 Objekte, darunter Münzen, Medaillen, Banknoten und Notgeldscheine, Marken, Zeichen und Rechenpfennige aber auch Siegel- und Prägestempel, antike Gemmen, Orden und Ehrenzeichen. Ein nicht geringer Teil des Bestandes sind Leihgaben, so u. a. die numismatischen Sammlungen der Stadt Nürnberg und einiger Nürnberger Familien. Der Sammlungsschwerpunkt liegt im deutschen Sprachraum und deckt die Zeit von den Karolingern bis in die Gegenwart ab.

### Spielzeugsammlung
Die Spielzeugsammlung mit ihren über 20.000 Objekten umfasst nicht nur Kinderspielzeug, sondern auch Spiele für Erwachsene. Die Sammlung widmet sich insbesondere der kulturgeschichtlichen Seite des Spielens und des Spielzeugs. In diesem Zusammenhang sind die Nürnberger Puppenhäuser aus dem 17. Jahrhundert hervorzuheben. Sie sind von internationaler Bedeutung und als Modelle von Idealhaushalten sowohl Anschauungsobjekt als auch Spielzeug. Das Spektrum der Sammlung bilden zudem Kaufläden, Puppen, Zinnfiguren, Brettspiele und Papiertheater.
- Das Puppenhaus ist nach seinem letzten Besitzer, Freiherr von Stromer aus Nürnberg benannt. Schon die Höhe des Puppenhauses von etwa 250 cm verrät, dass es nicht zum Spielen gedacht war. Ganz im Gegenteil dienten die Modelle dazu, v. a. jugendlichen Mädchen aber auch Jungen vor Augen zu führen, wie ein Haushalt idealerweise zu organisieren war. Das Stromersche Puppenhaus spiegelt die Wohnkultur des 17. Jahrhunderts in Nürnberg wider. Mit seinen 15 Räumen und über 1.000 Gegenständen veranschaulicht es einen idealtypischen Patrizierhaushalt in Nürnberg, kein real existierendes Gebäude.[110][111]
- Der mit Jugendstilornamenten verzierte Ziegenbock auf Rollen war ein Reittier für Kinder, den August Geigenberger entwarf und die Werkstatt des Nürnberger Holzbildhauers Johann Stöttner anfertigte. Im Kontext der Lebensreformbewegung um 1900 sprachen sich deren Anhänger u. a. gegen massenweise industriell gefertigte Spielzeuge aus, insbesondere deshalb, weil sich an ihnen die Ästhetik des Historismus ablesen ließ. Sie forderten, Kinder bereits im Kleinkindalter zur ästhetischen Genussfähigkeit zu erziehen und mit einfach geformten Spielzeugen die kindliche Fantasie anzuregen. Der Ziegenbock, mit seinen Farben und der reduzierten Form, spiegelt die Umsetzung dieser Forderungen wider.[110]

Ende 2019 vermachte der Schweizer Sammler Alfred Sulzer seine aus ca. 140.000 historischen Zinnfiguren bestehende Sammlung dem  Germanischen Nationalmuseum. In der Zeit vom 9. Mai 2024 bis 26. Januar 2025 wird diese zum Teil in einer gesonderten Ausstellung mit dem Titel „Mikrowelten Zinnfiguren: Die Sammlung Alfred R. Sulzer“ präsentiert.[veraltet]

### Wissenschaftliche Instrumente und pharmaziehistorische Sammlung
Aus unterschiedlichen Quellen zusammengetragen – unter anderem gehört zu dieser Sammlung der Nachlass des Mathematikers und Astronomen Regiomontanus –, findet man hier Fernrohre, Uhren, Brillen, Weltmaschinen sowie Erd- und Himmelsgloben, darunter auch den ältesten erhaltenen Erdglobus von Martin Behaim aus dem Jahr 1492 (Martin Behaims Erdapfel). Seit 2023 gehört der Behaim-Globus zum UNESCO-Weltdokumentenerbe. Ferner sind medizinische und pharmazeutische Exponate zu sehen, aufbauend auf Deutschlands erster großer pharmaziehistorischer Sammlung, die der Apotheker Hermann Peters von 1883 an zusammengetragen hatte.

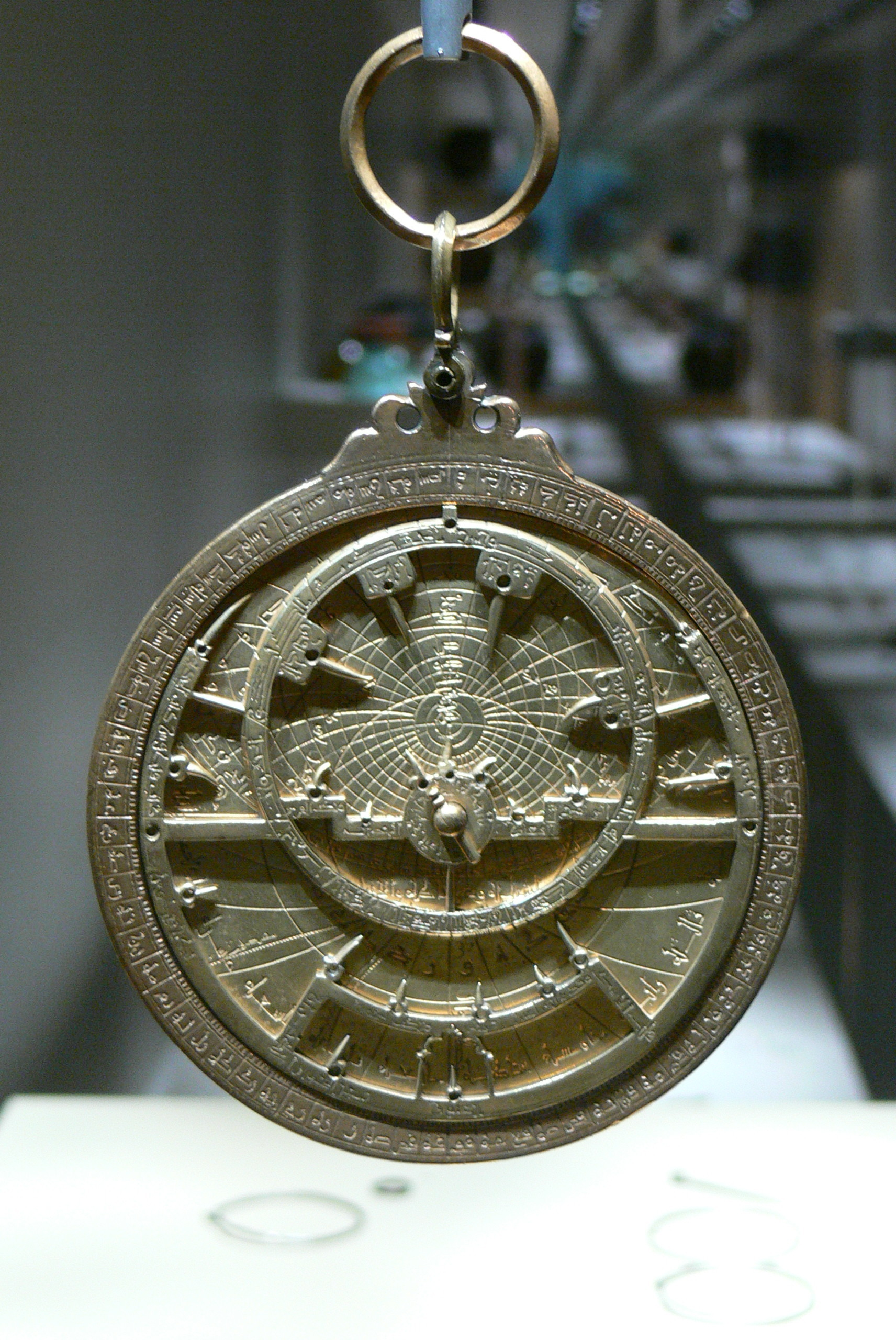
Ahmad Ibn Muhammad Al-Naqqash: Astrolabium, 1079/80 (WI 353)
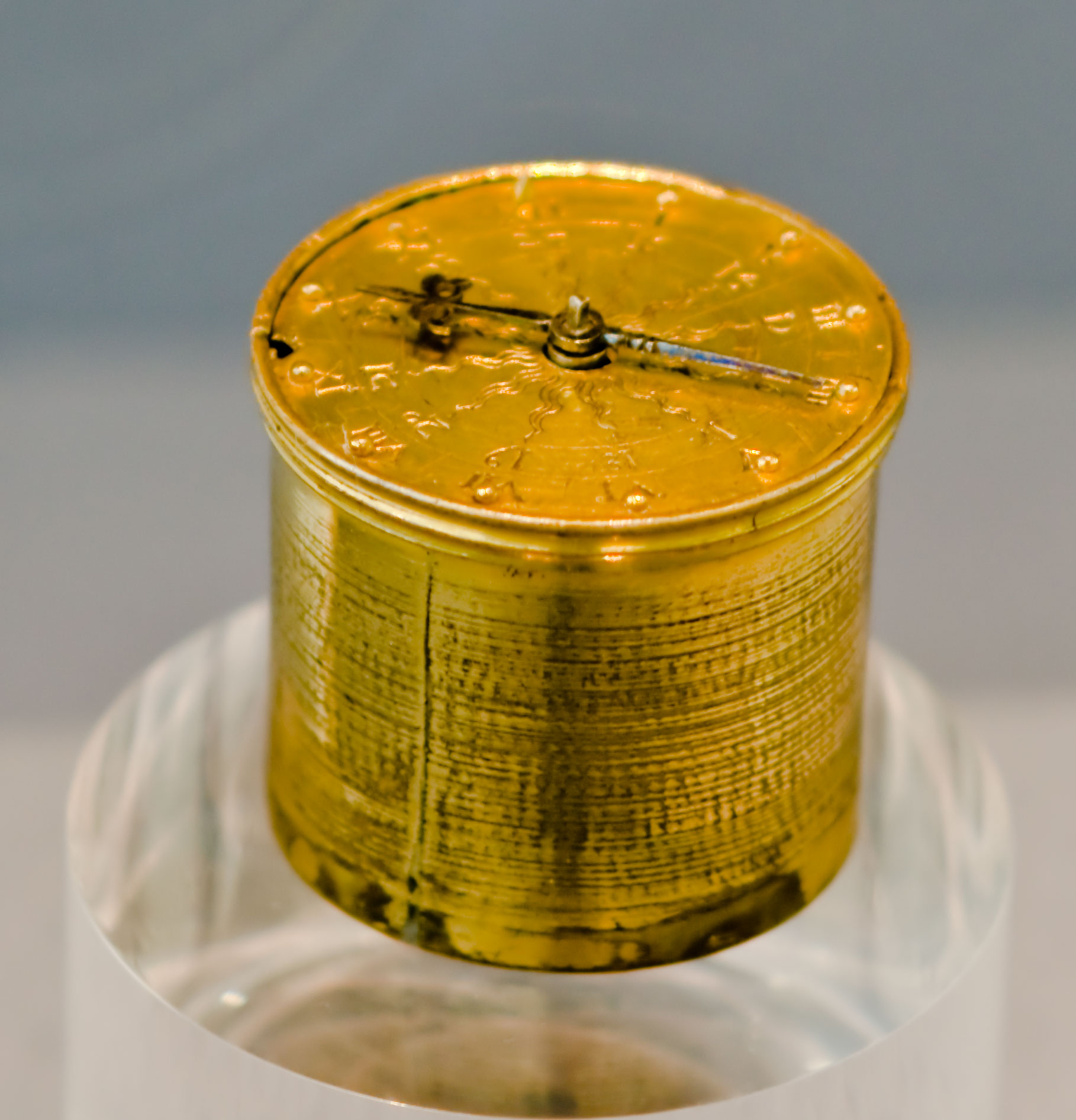
Früher Peter Henlein zugeschriebene Taschenuhr (WI 1265)
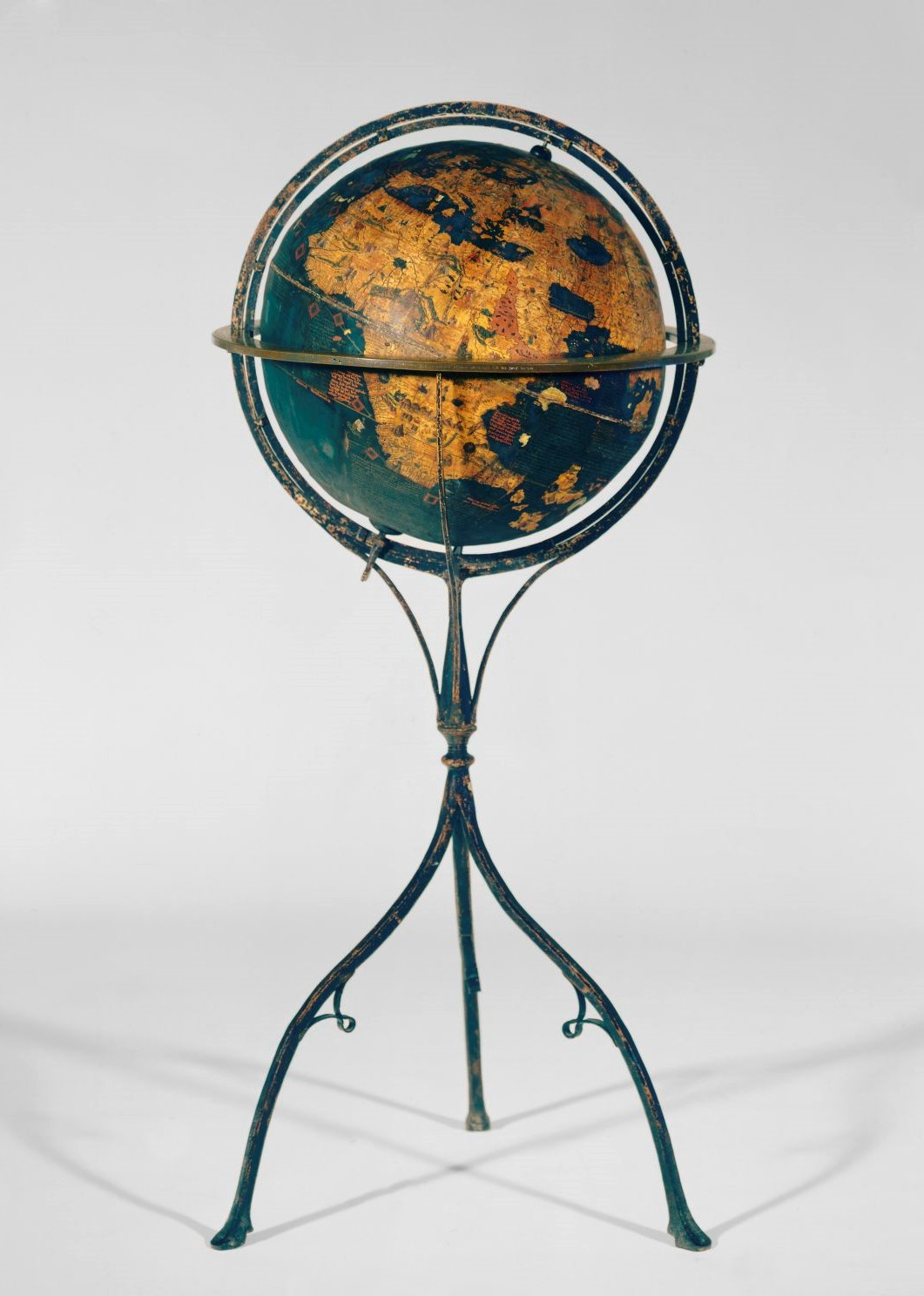
Der Erdapfel des Martin Behaim, 1492 (WI 1826)
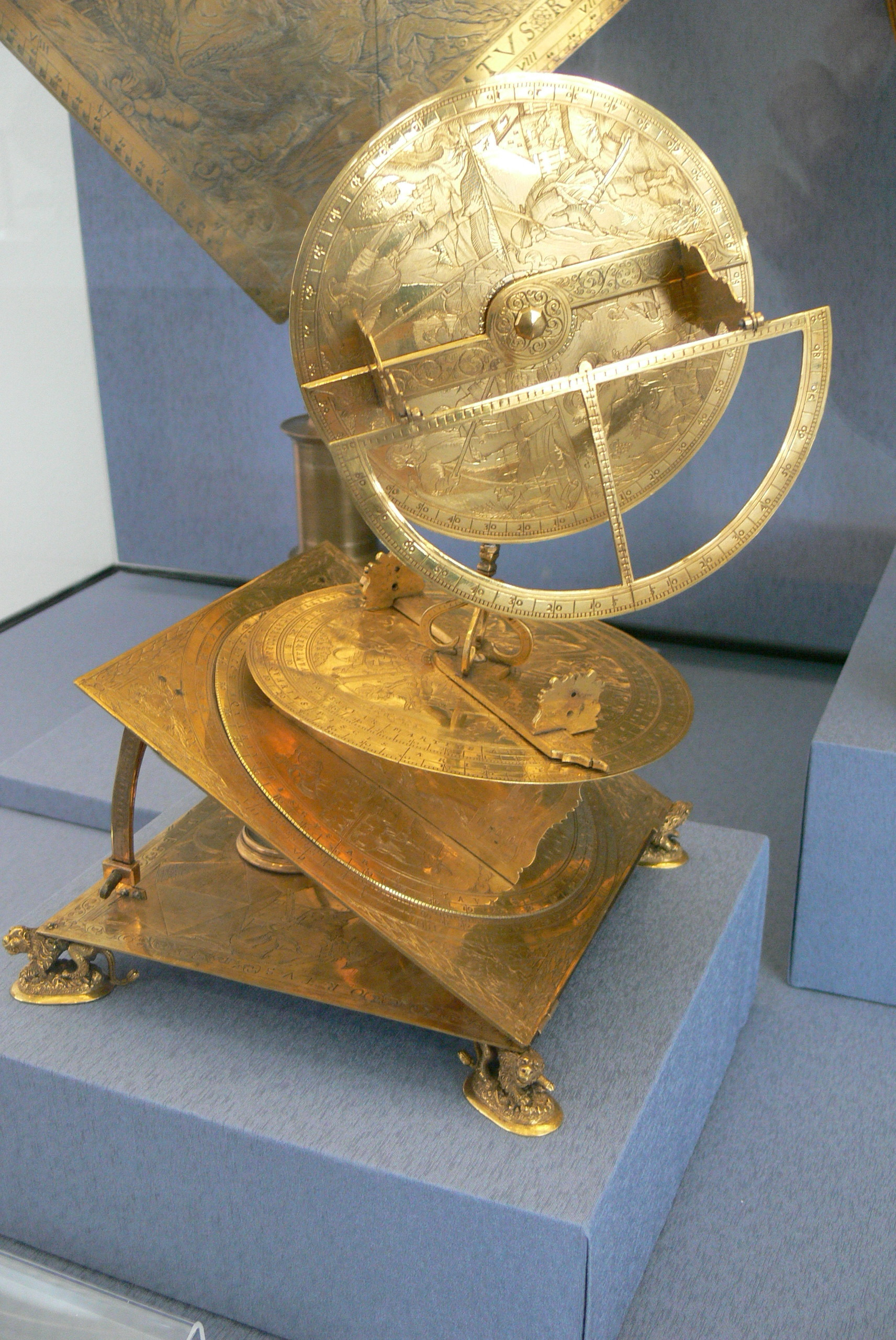
Johann Richter: Torquetum, 1598, Leihgabe der Stadt Nürnberg

### Waffen und Jagdgeräte

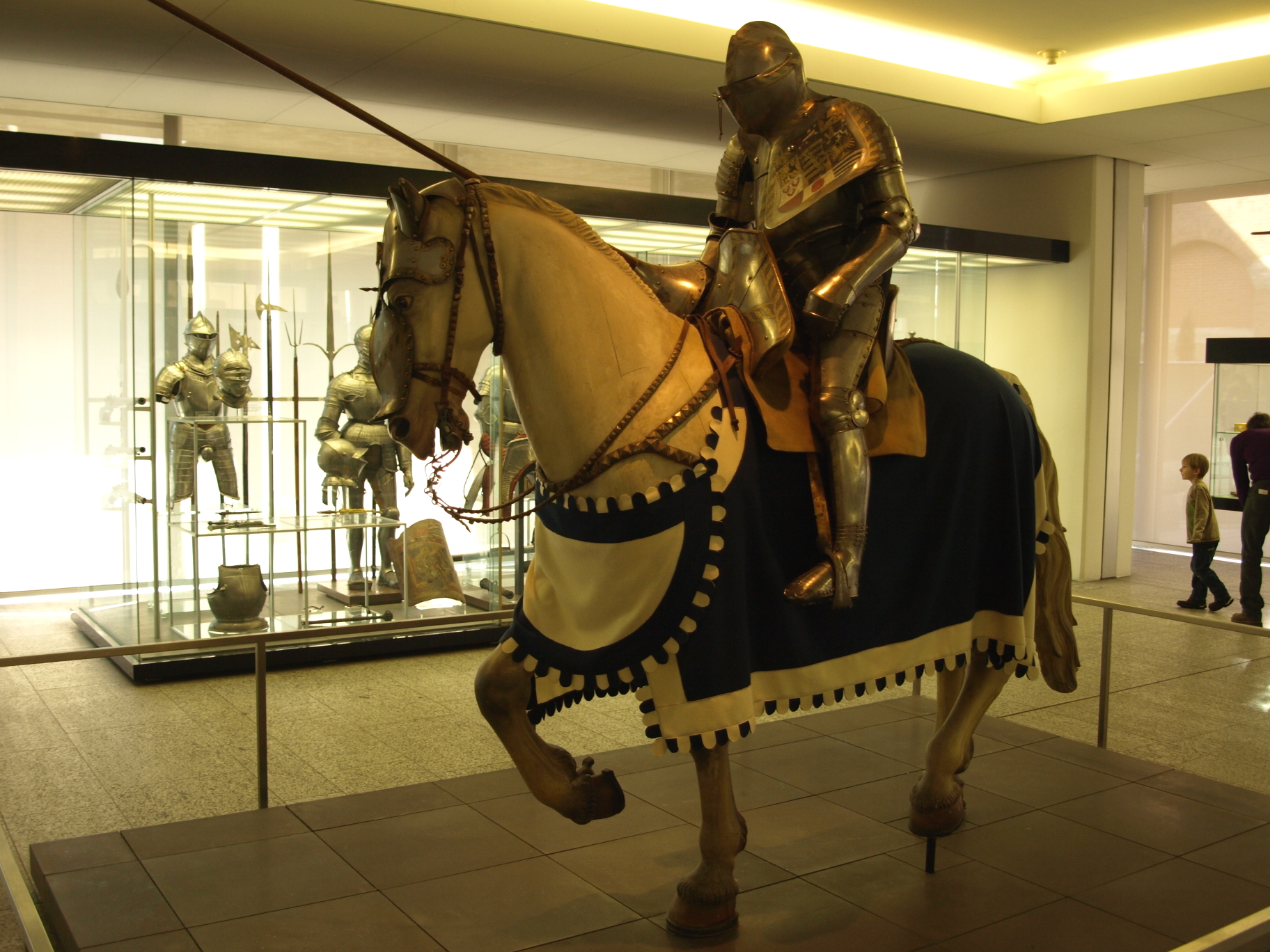
Waffen- und Jagdraum im Osten des Museums (Raum 47) (2010)

Die Sammlung umfasst rund 4000 Waffen. Eine vor 1399 entstandene Tannenbergbüchse ist die älteste datierbare Feuerwaffe der Welt.
- Topfhelm – Funeralhelm der Familie Rieter von Kornburg aus der Allerheiligenkirche Kleinschwarzenlohe, Mitte 14. Jh. (W 2801)

### Kunsthandwerk

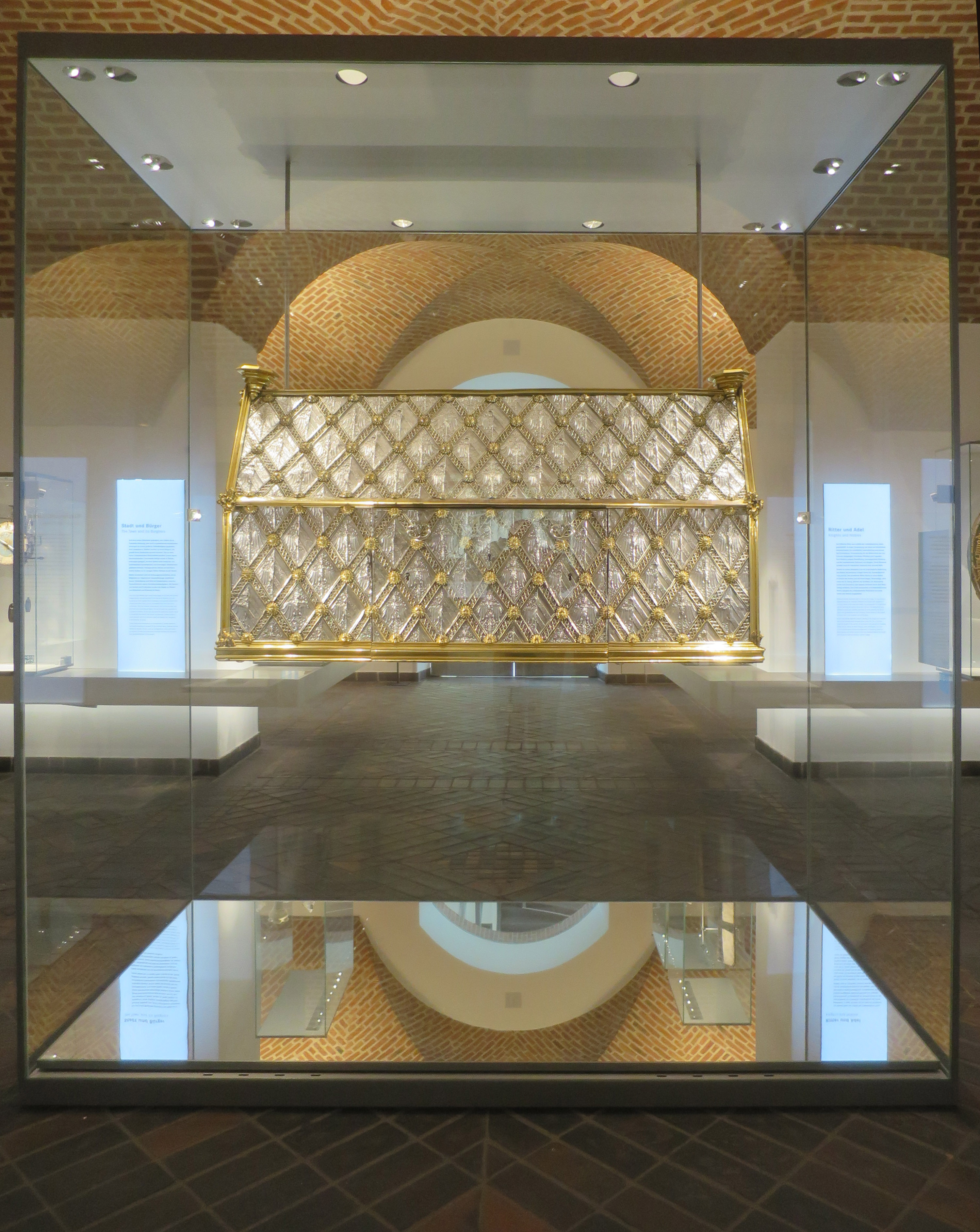
Präsentation des Heiltumsschreins (2024)

Unter Essenwein (1866 ff.) konnte das Sammlungsgebiet der mittelalterlichen Schatzkunst, die auf den kirchlichen Kultus bezogenen Gerätschaften, eine gewisse Bedeutung erlangen; allerdings bestand der Zuwachs zunächst hauptsächlich aus Gipsabgüssen. Erst der Ankauf der Sammlung des Bremer Arztes Hermann Freiherr von Eelking (1818–1884) konnte 1880 den Wert dieser Abteilung deutlich steigern. Danach kamen nur noch Einzelstücke hinzu, zum Teil höchst bedeutende Objekte wie 1894 eines der seltenen karolingischen Vortragekreuze (das sogenannte Ardennenkreuz, wohl um 830), 1955 ein ottonisches Prachtevangeliar (der Codex aureus Epternacensis), und 1978 eine hochromanische Armilla aus der Sammlung Robert von Hirsch.
Zu dieser Abteilung gehört auch der Heiltumsschrein, der ehemals die Reichskleinodien barg. 
Die Stücke des neuzeitlichen Kunsthandwerks (16. bis 18. Jahrhundert) gehören vornehmlich dem profanen Bereich an; viele Gegenstände sind bereits seit dem 19. Jahrhundert Bestandteil des Museums, so italienische Majoliken
der Renaissance beziehungsweise Fayence und Porzellan.
- Ardennenkreuz, zweites Viertel 9. Jh. (KG 763)
- Das Schlüsselfelder Schiff (1503) ist ein prunkvoller Tafelaufsatz aus vergoldetem Silber. Er hat die Form einer Karacke mit umfangreicher Besatzung.[120]

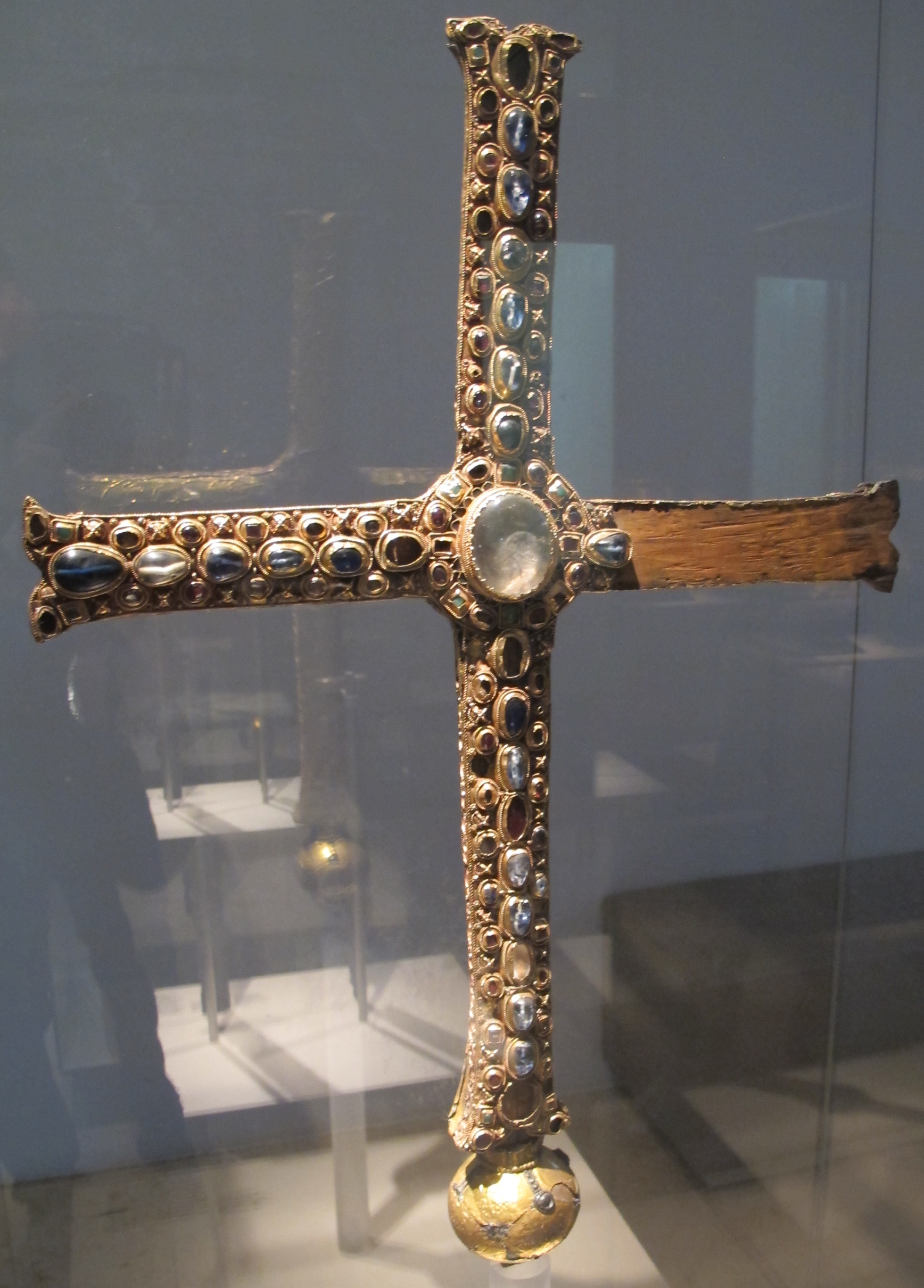
Karolingisches Vortragekreuz, sog. Ardennenkreuz
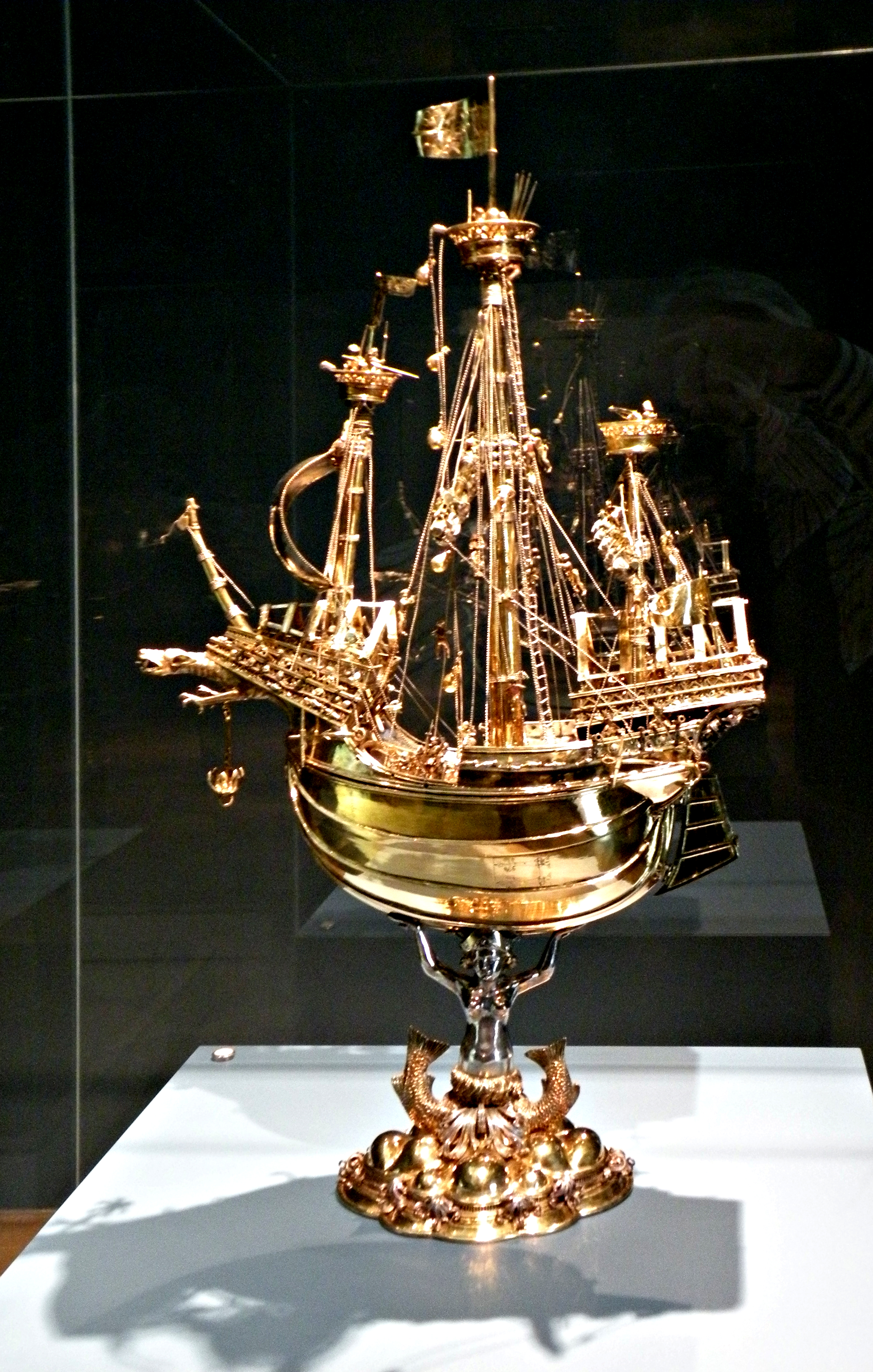
Schlüsselfelder Schiff

### Gewerbemuseum und Design
Das Bayerische Gewerbemuseum wurde 1869 gegründet, als private Initiative von zwei Nürnberger Industriellen, dem Bleistiftfabrikanten Johann Lothar von Faber sowie dem Maschinenbauunternehmer Theodor von Cramer-Klett. Bis 1987 bestand es als eigenständige Institution und wurde 1989 dem Germanischen Nationalmuseum angegliedert. Vorbild war das heutige Victoria & Albert-Museum in London bzw. das frühere South Kensington Museum. Unter den etwa 16.000 Objekten des Gewerbemuseums befinden sich viele interessante Stücke, die auf den Weltausstellungen von 1873 bis 1900 erworben werden konnten. Die Design-Sammlung umfasst ca. 1700 Objekte.
Vom 28. November 2019 bis zum 27. September 2020 wurden die Geschichte und die Highlights des größten Leihgabenbestandes des Germanischen Nationalmuseums in der Jubiläumsausstellung: 150 Jahre Bayerisches Gewerbemuseum präsentiert.
- In der ersten Hälfte des 19. Jahrhunderts revolutionierte der Tischlermeister Michael Thonet die Stuhlherstellung, indem er mit gebogenem Buchenholz (Bugholz) arbeitete. Sein Stuhl von 1859 setzt sich aus gerade einmal sechs Teilen zusammen und wurde zu einem großen Verkaufserfolg. Bis 1930 wurden 50 Millionen Stück produziert. Der Stuhl ist für die Zeit um 1850 sehr typisch, spiegelt er doch die Experimentierfreudigkeit des 19. Jahrhunderts wider.[121]
- Zoologische Tafelwerke, wie sie 1899 der Jenaer Wissenschaftler Ernst Haeckel (1834–1919) publizierte, dürften u. a. Inspirationsquelle für Durchbrucharbeiten gewesen sein, die am Korpus dieser Bowle erkennbar sind. Die Kombination von Silber und Elfenbein findet sich häufig in den Arbeiten des damals führenden Kunstgewerblers Friedrich Adler. Die gezeigte Materialvielfalt ist kennzeichnend für die Stilepoche kurz vor dem Ersten Weltkrieg.[121]

### Volkskunde
Die volkskundliche Abteilung legt einen Schwerpunkt auf das ländliche Wohnen. Spielte die städtische Wohnkultur bereits von Anfang an eine zentrale Rolle, wurde dieser Sammlungsbestand erst in den Jahren 1890 bis um 1900 langsam aufgebaut. Dies entstand aus dem Bedürfnis der Veranschaulichung ländlicher Lebenskultur als Gegenbewegung zur fortgeschrittenen Industrialisierung dieser Zeit. Neben Möbel, Bauteilen und Einrichtungs- sowie Alltagsgegenständen sammelte man auch Trachten aus dem gesamten deutschsprachigen Gebiet. Inzwischen sind die Trachten in die Textilsammlung ausgegliedert worden. Den Grundstock der Sammlung bildet die vom Frankfurter Privatier Oskar Kling gestiftete Sammlung.

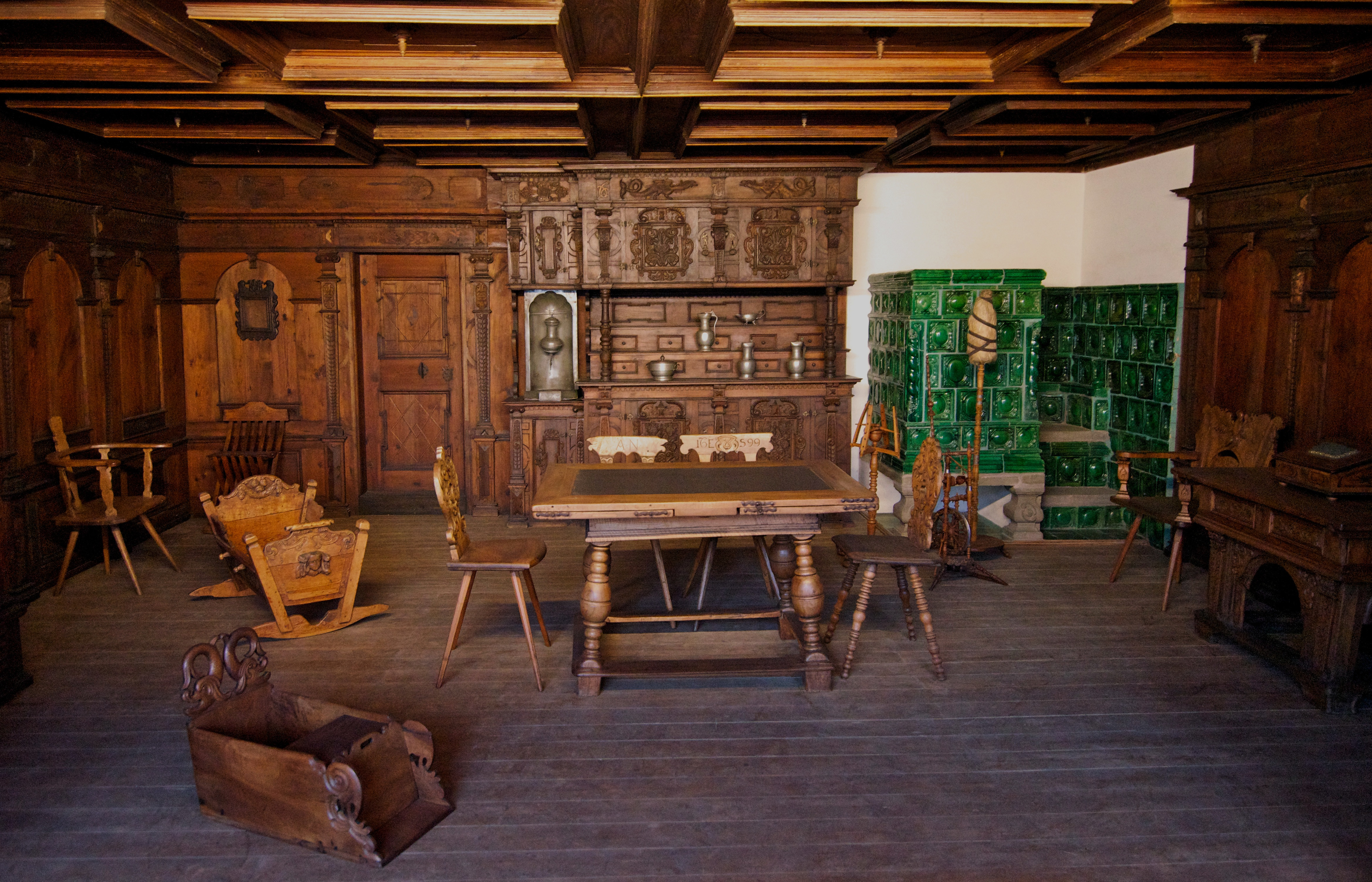
Stube aus dem Thurgau/Nordostschweiz, 1666 (BA4238)
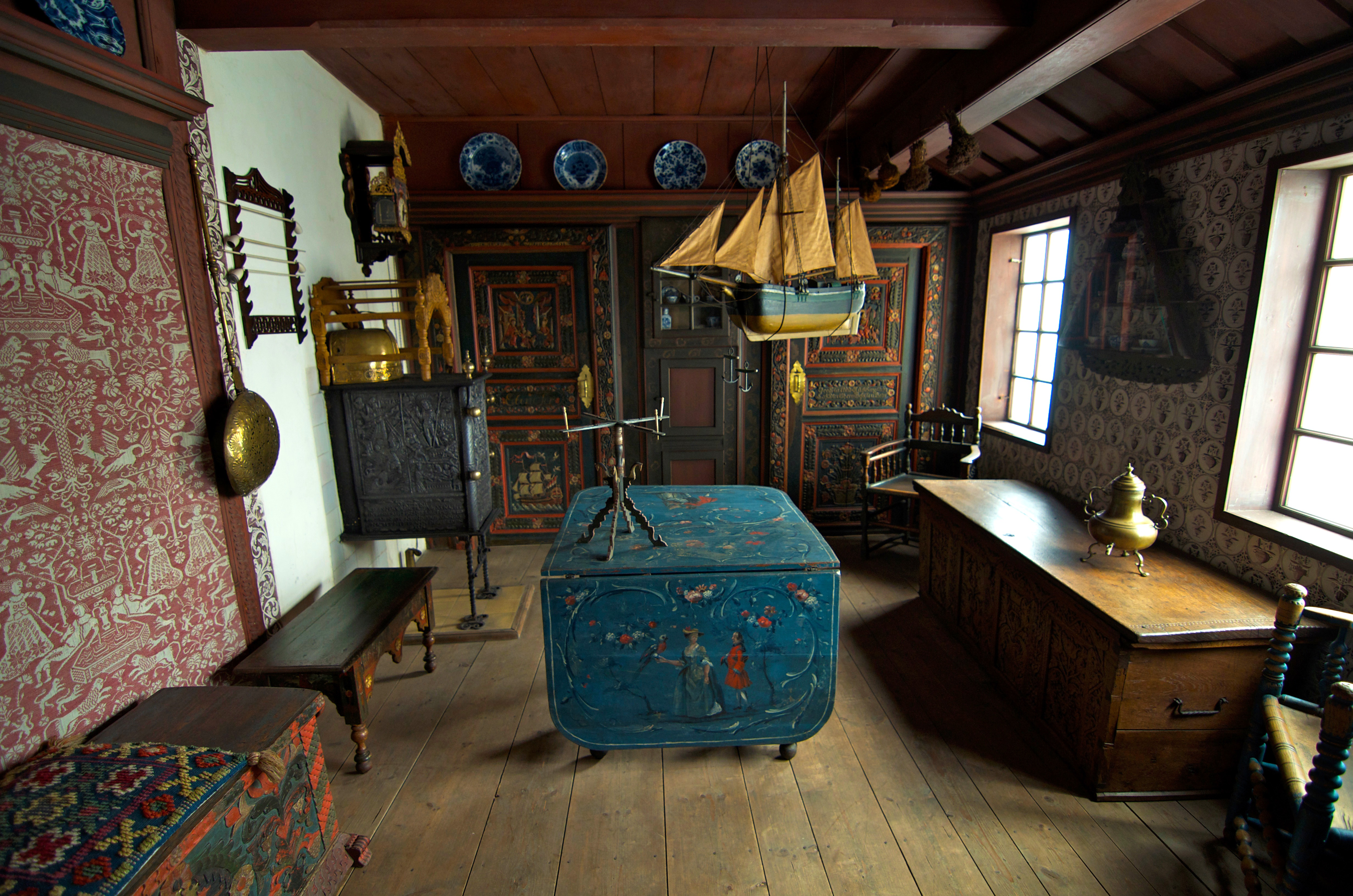
Halligstube aus Schleswig-Holstein, 18. Jh. (BA4233)
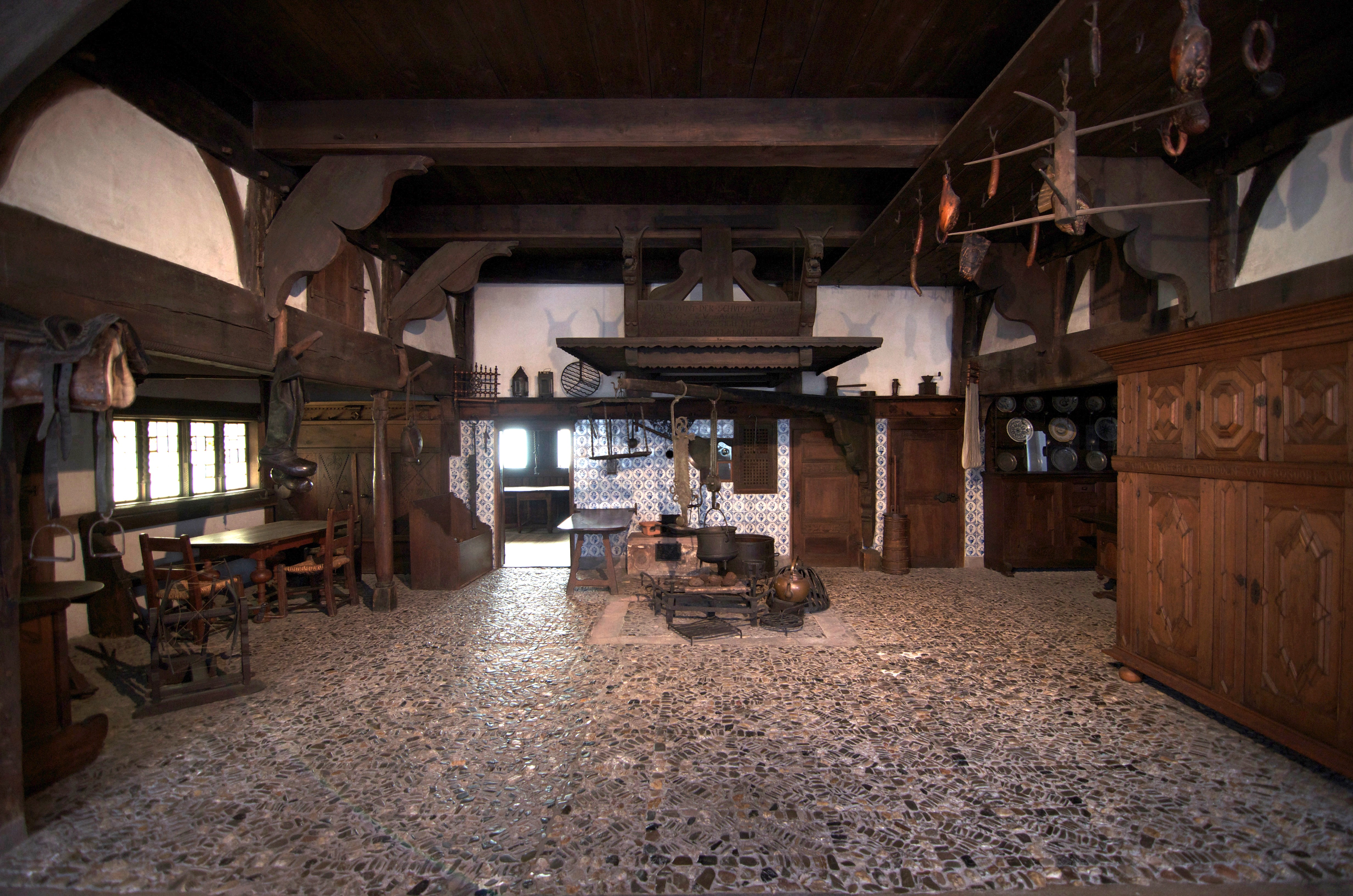
Flett eines Hallenhauses aus Diepholz/Vechta, 17./18. Jh. (BA4232)
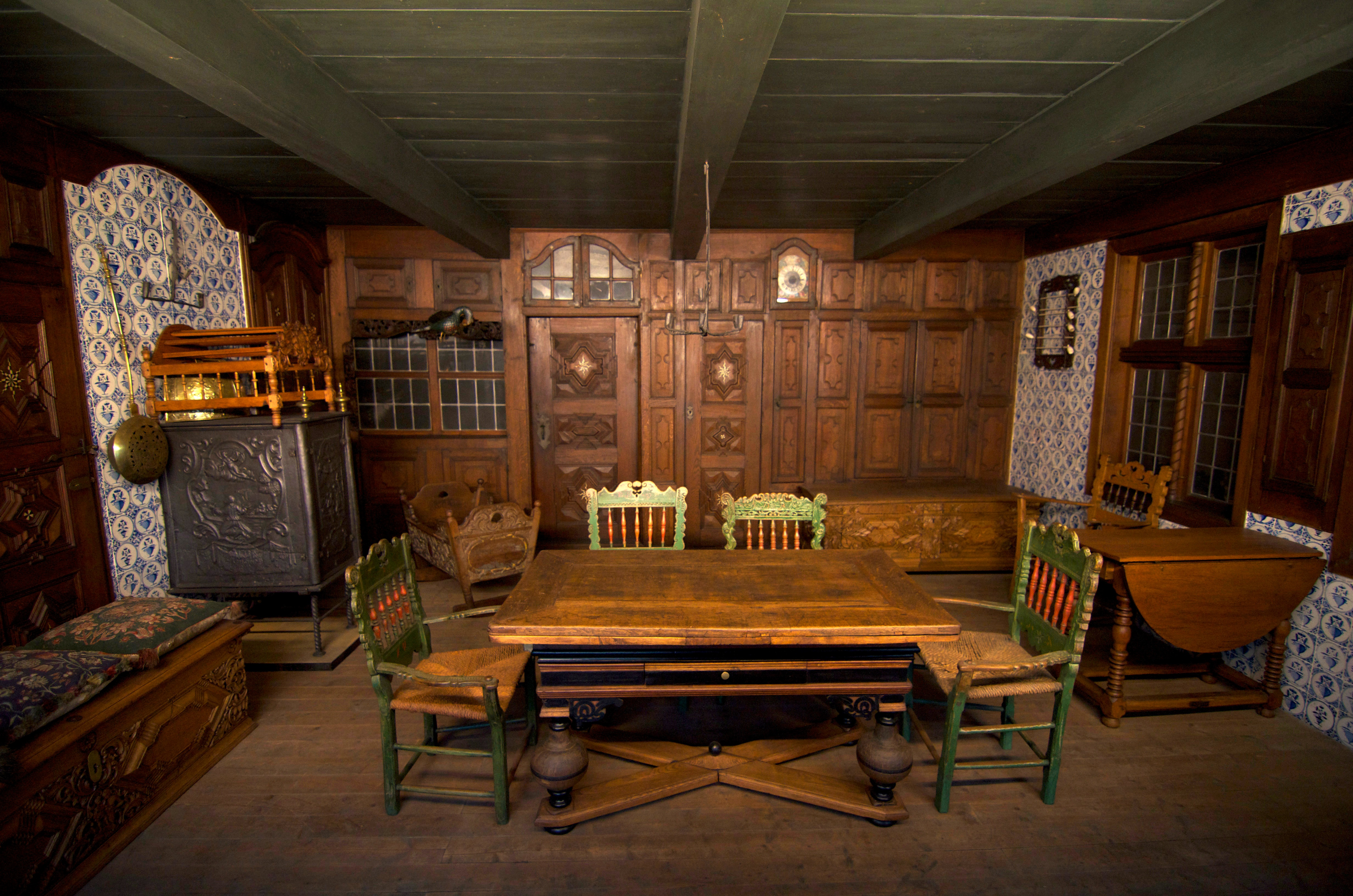
Stube aus der Krempermarsch (Holstein). Ende 18. Jh.

### Textilien und Schmuck
Die bereits mit der Museumsgründung angelegte Sammlung ist eine der ältesten und bedeutendsten textilen Fachsammlungen. Mit mehr als 25.000 Objekten umfasst sie heute Textilien und Kleidung von der Spätantike bis zur Gegenwart. Besondere Schwerpunkte bilden spätmittelalterliche Bildteppiche sowie der Bestand frühneuzeitlicher Kleidung. Die kulturhistorisch breit angelegte und bis in die Gegenwart fortgeführte Kleidungssammlung geht weit über eine Modesammlung hinaus. Angeschlossen ist ihr die Schmucksammlung, deren Werke hauptsächlich aus dem 16. und 19. Jahrhundert stammen.
- Flinderhauben waren bei festlichen Anlässen Teil der patrizischen Standeskleidung. Der Name hat seinen Ursprung in den unzählig vielen „Flinderlein“, die mittels drahtverstärkten Stiften in das Seidengeflecht eingehängt wurden. Die Metallplättchen schlugen beim Tragen der Haube aneinander und klirrten. Dadurch sah man nicht nur, sondern hörte auch, dass es sich um eine Dame der Oberschicht handelte.[126]
- Im späten 18. Jahrhundert kamen fließende Kleider mit hoher Taille in Mode, die sich an den antiken Statuen-Gewändern mit freiem Faltenwurf orientierten. Die Idee entsprang aus dem neuen bürgerlichen Menschenbild, dessen Ideale Natur und Klassik waren. Die „griechischen“ Kleider lösten die zuvor sehr eng geschnürte, gekünstelte Hofmode vorübergehend ab.[126][127]

### Historische Bauteile (Architektur)
Zu diesem Gebiet gehören so unterschiedliche Dinge wie bauplastische Fragmente
(Kapitelle, Konsolen, Gewände), Brunnen, Treppen, Öfen oder Tapeten, aber auch
nur einfache Backsteine und Dachziegeln. Großobjekte wie Kapellen in Teilen oder Stuben und Zimmer sind ebenso Teil dieser Sammlung. Pläne zur Architektur komplettieren diesen Bestand.
Hervorzuheben von den Objekten sind das Chörlein des Sebalder Pfarrhofs in Nürnberg, vor
1361 (seit 1902 im Museum, am originalen Standort durch eine Kopie ersetzt), und bedeutende Überbleibsel des Schönen Brunnens, 1385–1392 (ebenso am originalen Standort 1902 beziehungsweise nach 1945 durch eine rekonstruierte Kopie ersetzt).

## Sonderausstellungen

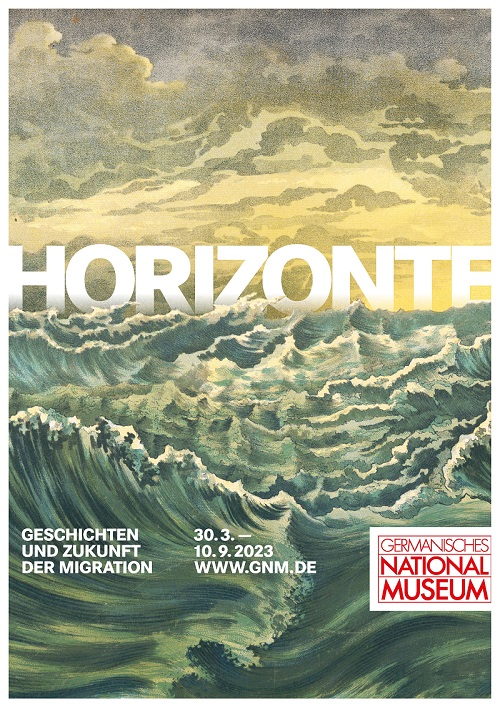
Ausstellungsplakat Horizonte (30.03. – 10. September 2023)

- Das Germanische Nationalmuseum: Gründung und Frühzeit (14. Februar – 24. November 2002)
- Mäzene, Schenker, Stifter: Das Germanische Nationalmuseum und seine Sammlungen (14. März – 12. Mai 2002)
- Quasi Centrum Europae: Europa kauft in Nürnberg 1400–1600 (20. Juni – 6. Oktober 2002)
- Ungeliebtes Inventar: Die Abgusssammlung des GNM (15. Dezember 2002 bis 30. März 2003)
- Theaterdonner: Kostümentwürfe – Klarinetten – Kindertheater (19. Dezember 2002 bis 23. März 2003)
- Heinz Trökes: Werke und Dokumente (24. April – 20. Juli 2003)
- Gold und Kult der Bronzezeit (21. Mai – 7. September 2003)
- In den hellsten Farben: Aquarelle von Dürer bis Macke (16. Oktober 2003 bis 8. Februar 2004)
- Aderlass und Seelentrost: Mittelalterliche Handschriften und Inkunabeln aus Berliner Sammlungen (13. November 2003 bis 15. Februar 2004)
- Anti-Aging für die Kunst: Restaurieren – Umgang mit den Spuren der Zeit (1. April – 1. August 2004)
- Guter Ton aus Bunzlau: Bunzlauer Geschirr im Germanischen Nationalmuseum (30. September 2004 bis 27. Februar 2005)
- Faszination Meisterwerk: Dürer, Rembrandt, Riemenschneider (15. Oktober 2004 bis 25. Januar 2009)
- Käufliche Gefühle: Freundschafts- und Glückwunschbillets des Biedermeier (28. Oktober 2004 bis 6. Februar 2005)
- Buchschätze aus Jugendstil und Expressionismus: Gott grüß’ die Kunst (24. Februar – 29. Mai 2005)
- Heinz-Günther Prager: Druckgraphik 1967–2003 (3. März – 29. Mai 2005)
- Georg Tappert: Deutscher Expressionist (21. Juli – 23. Oktober 2005)
- Mit Milchbrei und Rute: Familie, Schule und Bildung in der Reformationszeit (17. November 2005 bis 5. März 2006)
- Schach dem König! Schachspiele von Max Söllner (25. November 2005 bis 5. November 2006)
- Die Anfänge der europäischen Druckgraphik: Holzschnitte des 15. Jahrhunderts und ihr Gebrauch (15. Dezember 2005 bis 19. März 2006)
- Die Macht des Silbers: Karolingische Schätze im Norden (26. Januar – 23. April 2006)
- Was ist deutsch? Sonderausstellung zur FIFA-Fussball-Weltmeisterschaft 2006 (2. Juni – 3. Oktober 2006)
- Heisse Kufen: Schlittenfahren: Repräsentation, Vergnügen, Sport (16. November 2006 bis 11. März 2007)
- Eisvogel trifft Klapperschlange: Zinnfiguren und Kinderbücher in der Aufklärung (30. November 2006 bis 22. April 2007)
- Verborgene Schönheit: Spätgotische Schätze aus der Klarakirche in Nürnberg (10. Mai – 5. August 2007)
- Weltberühmt und heiss begehrt: Möbel der Roentgen-Manufaktur in der Sammlung des GNM (8. Februar 2007 bis 10. Februar 2008)
- Matisse Jazz: Das Musée Matisse zu Gast in Nürnberg (18. Juli – 4. November 2007)
- Goldglanz und Silberstrahl: Nürnberger Goldschmiedekunst aus Meisterhand (20. September 2007 bis 13. Januar 2008)
- Codex Aureus: Das Goldene Evangelienbuch von Echternach (22. November 2007 bis 30. April 2008)
- Tier + Mensch (3. April – 4. Mai 2008)
- 100 Meisterzeichnungen: Aus der Graphischen Sammlung der Universität Erlangen-Nürnberg (6. März – 8. Juni 2008)
- Der Liebe Spiel: Zur Neupräsentation des »Spieleteppichs« in der Schausammlung Mittelalter (8. Mai 2008 bis 13. April 2009)
- Heilige und Hasen: Bücherschätze der Dürerzeit (10. Juli – 12. Oktober 2008)
- Enthüllungen: Restaurierte Kunstwerke von Riemenschneider bis Kremser Schmidt (19. Oktober 2008 bis 25. Januar 2009)
- Kunst und Kalter Krieg: Deutsche Positionen 1945–1989 (28. Mai – 6. September 2009)
- Der Allererste Struwwelpeter: Spielzeugsammlung des GNM (5. Juli – 30. September 2009)
- Plakativ! Produktwerbung im Plakat (19. November 2009 bis 11. April 2010)
- Wunderbare Bücherwelten: Moderne Druckkunst aus Hamburg (10. Dezember 2009 bis 11. April 2010)
- Mythos Burg (8. Juli – 7. November 2010)
- Reisebegleiter: Koffergeschichten von 1750 bis heute (9. Dezember 2010 bis 1. Mai 2011)
- Die Frucht der Verheißung: Zitrusfrüchte in Kunst und Kultur (19. Mai – 11. September 2011)
- Johannes Grützke: Die Retrospektive (24. November 2011 bis 1. April 2012)
- Goldbrokat und Glitzerstein: Studioausstellung in der Dauerausstellung Spätmittelalter (29. März – 2. September 2012)
- Merians Krönungswerk Die Wunderwelt der Tropen (Studioausstellung) (28. Februar 2012 bis 3. Februar 2013)
- Der frühe Dürer: Die größte Dürer-Ausstellung seit 40 Jahren (24. Mai – 2. September 2012)
- Tagträume – Nachtgedanken: Phantasie und Phantastik in Graphik und Photographie (25. Oktober 2012 bis 3. Februar 2013)
- Wagner – Nürnberg – Meistersinger: Richard Wagner und das reale Nürnberg seiner Zeit (21. Februar – 2. Juni 2013)
- Zünftig! Geheimnisvolle Handwerk 1500–1800 (21. März – 7. Juli 2013)
- Aufbruch der Jugend: Deutsche Jugendbewegung zwischen Selbstbestimmung und Verführung (26. September 2013 bis 19. Januar 2014)
- Rembrandt: Meister der Radierung (5. März 2013 bis 26. Januar 2014)
- Die Gumbertusbibel: Goldene Bilderpracht der Romanik (1. Mai – 27. Juli 2014)
- Wege in die Moderne: Weltausstellungen, Medien und Musik im 19. Jahrhundert (27. März – 21. September 2014)
- Ausstellungsplakate 1882–1932 (15. Oktober 2013 bis 19. Oktober 2014)
- Kunstwerke im Kleinformat (27. Januar 2014 bis 25. Januar 2015)
- Von oben gesehen: Die Vogelperspektive (20. November 2014 bis 22. Februar 2015)
- Die älteste Taschenuhr der Welt? Der Henlein-Uhrenstreit (4. Dezember 2014 bis 12. April 2015)
- Monster: Fantastische Bilderwelten zwischen Grauen und Komik (7. Mai – 6. September 2015)
- In Mode. Kleider und Bilder aus Renaissance und Frühbarock (3. Dezember 2015 bis 6. März 2016)
- Zwischen Venus und Luther: Cranachs Medien der Verführung (21. Mai 2015 bis 22. Mai 2016)
- Niederländische Zeichnungen: Neu entdeckte Werke aus dem Germanischen Nationalmuseum (18. Februar – 22. Mai 2016)
- Der Deichsler Altar: Nürnberger Kunst um 1420 (5. Mai – 23. Oktober 2016)
- Historische Modelle – Kunstwerke, Medien, Visionen (30. Juni 2016 bis 5. Februar 2017)
- Bayerisch-tschechische Landesausstellung „Karl IV.“ (20. Oktober 2016 bis 5. März 2017)
- Kriegszeit im Nationalmuseum 1914–1918 (24. November 2016 bis 26. November 2017)
- Wache Tränen in Nächten: Neuerwerbungen Hannah Höch (1. Dezember 2016 bis 29. Januar 2017)
- Luther, Kolumbus und die Folgen (13. Juli – 12. November 2017)
- Gekauft – Getauscht – Geraubt? Erwerbungen zwischen 1933 und 1945 (26. Oktober 2017 bis 17. Juni 2018)
- Peter Behrens. Das Nürnberger Intermezzo (30. November 2017 bis 6. Mai 2018)
- Licht und Leinwand. Fotografie und Malerei im 19. Jahrhundert (10. Mai 2018 bis 9. September 2018)
- Richard Riemerschmid. Möbelgeschichten (21. Juni 2018 bis 20. Januar 2019)
- Luxus in Seide. Mode des 18. Jahrhunderts (5. Juli 2018 bis 6. Januar 2019)
- Wanderland. Eine Reise durch die Geschichte des Wanderns (29. November 2018 bis 28. April 2019)
- Helden, Märtyrer, Heilige. Wege ins Paradies (11. April 2019 bis 4. Oktober 2020)
- Zeichen der Zukunft. Wahrsagen in Ostasien und Europa. (3. Dezember 2020 bis 5. September 2021)[129]
- Europa auf Kur. Ernst Ludwig Kirchner, Thomas Mann und der Mythos Davos. (18. Februar 2021 bis 3. Oktober 2021)[130]
- Hans Hoffmann – ein europäischer Künstler der Renaissance (12. Mai 2022 bis 21. August 2022)[131]
- Horizonte. Geschichten und Zukunft der Migration (30. März 2023 bis 10. September 2023)[132]
- Meisterwerke aus Glas (20. Juli 2023 – 17. März 2024)[133]
- Papierarbeiten. Albers, Beuys, Ecker, Lenk, Ostermeyer, Penck, Polke, Richter, Rosenbach, Rückriem, Trockel (29. Februar 2024 bis 26. Mai 2024)[134]
- Hello Nature. Wie wollen wir zusammen leben? (3. Oktober 2024 bis 2. März 2025)[135]
- ‘‘Die letzte Fahrt. Das Wagengrab von Essenbach‘‘ (25. Juli 2024 bis 7. Januar 2025)

## Einrichtungen

### Bibliothek
Die Bibliothek ist zugleich eine Sammlung wie auch eine öffentlich zugängliche Handbibliothek, die nunmehr in die Systematik integrierte Bibliothek des Gründers (Aufseß-Bibliothek) bildete dazu den Grundstock.
Im 19. Jahrhundert baute sich der Bestand hauptsächlich durch Freiexemplare der Verlage auf. Im 20. Jahrhundert ließ die Spendenfreudigkeit mehr und mehr nach. 1978 umfasste der Bestand ca. 400.000 Bände; Ende 2006 war ein Zuwachs auf über 650.000 Bände zu verzeichnen und zudem 1695 laufende Zeitschriften, 3380 Handschriften, etwa 1000 Inkunabeln sowie 3000 Drucke des 16. Jahrhunderts verfügbar.
Unter anderem befinden sich im Bestand:
- Bernward von Hildesheim: Guntbaldevangelistar, um 1010–1020 (Hs.29770)
- Echternacher Meister: Codex aureus Epternacensis, um 1030–1050 (Hs. 156 142)
- Engelthaler Schwesternbuch, cod. 1338 – Handschrift N
- Nikolaus Glockendon: Gebetbuch, um 1519/20 (Hs. 198448)
- Heinrich Hoffmann: Drollige Geschichten und lustige Bilder. Die Geschichte vom wilden Jäger und Struwwelpeter (Hs 100921) – Urmanuskript

Folgende Privatsammlungen wurden als Depositum an das Museum geliehen:
- Bibliothek der Paul Wolfgang Merkelschen Familienstiftung

### Historisches Archiv
Das Historische Archiv ist eine öffentliche Studiensammlung. Seit der Gründung des Museums ist es für das Verwaltungsarchiv der Institution zuständig, hat jedoch zusätzlich einen eigenen Sammelauftrag, der seit 1852 mehrfach modifiziert wurde. Von Aufseß dachte dem Archiv die erste Stelle im Abteilungsgefüge des Museums zu. Es sollte die Aufgabe eines deutschen Zentralarchivs übernehmen, indem es nicht so sehr Originalunterlagen, sondern in erster Linie Kopien und Faksimiles von Inventaren und Archivalien (bis 1650) aufnehmen sollte. Dieses Projekt überforderte zur damaligen Zeit jedoch die Beteiligten; nur die Siegelabgusssammlung machte schnell gute Fortschritte.
Bald wandte man sich der Sicherung originaler Quellen zu, um zu verhindern, dass Pergament- und Papierdokumente einer Zweitverwertung (Blattgoldmacher, Papierhersteller) zugeführt würden. Dabei wollte man bewusst nicht in Konkurrenz zu den staatlichen Archiven treten, sondern man verstand sich in erster Linie als Auffangbecken für die verlustgefährdete Überlieferung von Personen, Familien oder Unternehmen. Das Archiv hat keinen Sprengel abgabepflichtiger Stellen (mit Ausnahme des Germanischen Nationalmuseums selbst), sondern sammelt kulturhistorisch relevante Überlieferung aus dem gesamten deutschen Sprachraum, für die keine anderweitige Abgabeverpflichtung besteht.
Die Bestände reichen heute unter anderem von Herrscher- und Privaturkunden (seit dem 10. Jahrhundert) über Adelsarchive wie das der Freiherren/Grafen von Wolkenstein-Rodenegg (13.–18. Jahrhundert) und Teile reichsstädtischer Archive, geistlicher und weltlicher Fürsten bzw. Korporationen bis hin zu Nachlässen bedeutender Persönlichkeiten und Autographen. Bedeutend sind auch die Quellen zur Geschichte des Germanischen Nationalmuseums selbst. Ein Teil der Bestände sind Deposita.
Übernommene Archivkörper wurden in der Regel nicht aufgelöst; allerdings wurden vornehmlich in den 1970er Jahren „Flurbereinigungen“ mit dem Ziel vorgenommen, versprengte Einzelstücke und Reste zuständigen Archiven zuzuführen. Die Sinnhaftigkeit dieses Vorgehens ist heute umstritten.
Seit 1966 ist auch das Deutsche Glockenarchiv ein Teil des Archivs.

### Deutsches Kunstarchiv
Das seit dem 1. Januar 2008 umbenannte Deutsche Kunstarchiv wurde 1964 als Archiv für Bildende Kunst gegründet. Das Deutsche Kunstarchiv (DKA) gehört zu den größten Vor- und Nachlassarchiven im deutschsprachigen Raum. Der zeitliche Sammlungsschwerpunkt reicht vom späten 19. Jahrhundert bis in die Gegenwart und umfasst die Bereiche Bildende Kunst, Kunstgeschichte und Bildwissenschaft sowie Kunstmarkt und -handel. Es beherbergt knapp 1.400 Vor- und Nachlässe von Künstlern, Kunstwissenschaftlern und -kritikern, wie auch von Institutionen wie Kunstvereinen und schriftliche Quellen aus dem Bereich der bildenden Kunst. Dementsprechend sind die mehrheitlich unikalen Unterlagen inhaltlich und medial weit gefächert und für viele Forschungszweige von hoher Relevanz. Im DKA finden sich neben Manuskripten, Materialsammlungen und Dokumentationen auch Briefe, Ausweisdokumente, Fotoalben, Entwurfszeichnungen und Erinnerungsstücke. Um diese Unterlagen der Forschung noch besser zugänglich zu machen, ging 2024 eine neue Datenbank mit vielfältigen Funktionen und Recherchemöglichkeiten auf Basis der wissenschaftlichen Kommunikationsinfrastruktur „WissKI“ online.
Zu nennen sind unter anderem die folgenden schriftlichen Nachlässe:
- Siegfried Albrecht (1915–2002)
- Curth Georg Becker (1904–1972)
- Rudolf Bredow (1909–1973)
- Charles Crodel (1894–1973)
- Otto Dix (1891–1969)
- Irma Goecke (1895–1976)
- Otto Herbert Hajek (1927–2005)
- Erich Heckel (1883–1970)
- Max Kaus (1891–1977)
- August Macke (1887–1914)
- Franz Marc (1880–1916)
- Ernst Wilhelm Nay (1902–1968)
- Rudolf Ortner (1912–1997)
- Hans Reiffenstuel (1894–1980)
- Richard Riemerschmid (1868–1957)
- Georg Tappert (1880–1957)
- Heinz Trökes (1913–1997)
- Wilhelm Worringer (1881–1965)

Vorlass
- Eberhard Fiebig (* 1930)
- Johannes Grützke (1937–2017)

Neuzugänge werden im Anzeiger des Germanischen Nationalmuseums mitgeteilt.

### Institut für Kunsttechnik und Konservierung
Das Institut betreut als Restaurierungsabteilung des Germanischen Nationalmuseums nicht nur die Sammlung des Museums, sondern steht auch Dritten zur Verfügung und trägt zur Forschungsarbeit des Museums bei.

### Verlag des Germanischen Nationalmuseums
Neben dem „Anzeiger“ erscheinen heute zwischen fünf und zehn Bände jährlich im hauseigenen Verlag. Bei großen Publikationen geht man aus Kostengründen und wegen besserer Vertriebsmöglichkeiten oft Kooperationen mit Fachverlagen ein.

### Kunst- und Kulturpädagogisches Zentrum
Das Kunst- und Kulturpädagogische Zentrum hat seinen Sitz im Germanischen Nationalmuseum und wird vom Museum und der Stadt Nürnberg getragen.

## Stiftung zur Förderung und Fördererkreis des Germanischen Nationalmuseums
Die Stiftung zur Förderung des Germanischen Nationalmuseums wurde mit Unterstützung der Hypovereinsbank gegründet und nahm am 14. Februar 2006 die Arbeit auf. Eine Zustiftung ist für jedermann ab 10.000 Euro möglich.
Initiiert vom Bundespräsidenten Theodor Heuss wurde 1954 der Fördererkreis des Germanischen Nationalmuseums gegründet, 1984 als Verein eingetragen. Knapp 400 Privatpersonen und Unternehmen (Stand: Mai 2021) unterstützen Ankäufe, Forschungsvorhaben, Ausstellungen, Publikationen sowie besonders förderungswürdige Sonderaktionen.
Größter privater Leihgeber des Museums ist die Merkelsche Familienstiftung, siehe Bibliothek der Paul Wolfgang Merkelschen Familienstiftung.

## Wissenschaftsmanagement und Marketing
Der Bereich Wissenschaftsmanagement am Germanischen Nationalmuseum umfasst mehrere zentrale Aufgaben:
- Entwicklung einer Drittmittelstrategie: Hierbei werden langfristige Strategien zur Einwerbung von Drittmitteln entwickelt.
- Projektspezifische Drittmittelkonzepte: Es werden spezifische Konzepte für Projekte erarbeitet, um gezielt Drittmittel zu akquirieren.
- Betreuung und Unterstützung bei der Antragstellung: Wissenschaftsmanagerinnen unterstützen die Sammlungsleiterinnen und wissenschaftlichen Mitarbeiter bei der Antragstellung für Drittmittelprojekte und andere Förderanträge.
- Beratung von Förderstiftung und Fördererkreis: Externe Interessengruppen sowie die interne Förderstiftung und der Fördererkreis werden hinsichtlich möglicher Förderprojekte beraten.
- Organisation und Durchführung wissenschaftlicher Veranstaltungen: In Zusammenarbeit mit den wissenschaftlichen Mitarbeitern organisiert und führt das Wissenschaftsmanagement wissenschaftliche Tagungen und Vorträge durch.

Der Bereich Marketing am Germanischen Nationalmuseum hat die Entwicklung und Umsetzung einer umfassenden Markenstrategie als zentrale Aufgabe. Die spezifischen Tätigkeiten umfassen:
- Koordination markt- und besucherrelevanter Aktivitäten: Alle Aktivitäten im Bereich der Öffentlichkeitsarbeit werden koordiniert, um verschiedene Zielgruppen anzusprechen und zu diversifizieren.
- Verwaltung und Pflege der Online-Präsenz: Die Administration und Pflege der Website sowie der Social-Media-Kanäle gehören ebenso zum Aufgabenbereich.
- Einwerben von Spenden und Sponsorenmitteln: Das Referat ist für die Akquisition von Spenden und Sponsorenmitteln verantwortlich.
- Organisation des Fördererkreises e. V. und der Stiftung zur Förderung des GNM: Dazu gehört auch die Organisation exklusiver Veranstaltungen in den Räumlichkeiten des Museums.

Durch diese vielseitigen Aufgaben trägt der Bereich Marketing maßgeblich zur Sichtbarkeit und Unterstützung des Germanischen Nationalmuseums bei.

## Filme
- Germanisches Nationalmuseum Nürnberg (= Museums-Check. Folge 36). Reportage, 30 Min., Moderation: Markus Brock, Produktion: 3sat. Erstausstrahlung: 17. Januar 2016.[141]